# Seconda Repubblica ellenica
La Seconda Repubblica ellenica (Β΄ Ελληνική Δημοκρατία) è il nome con cui viene conosciuto oggi lo stato greco, con forma repubblicana, che esistette dal 1924 al 1935, quando a seguito di una situazione politica instabile ed un golpe militare, fu ripristinata la monarchia. Allora lo Stato era conosciuto semplicemente come Repubblica ellenica o semplicemente Grecia. Il termine Seconda repubblica è impiegato per differenziarla dalla Prima e dall'attuale Terza repubblica di Grecia.
La Repubblica venne proclamata il 25 marzo 1924, giorno della celebrazione della Guerra d'indipendenza greca, e poi ufficializzata da un referendum istituzionale che designò la vittoria della repubblica con un 69,9 % dei voti, mentre il 30% dei voti per la monarchia, che venne così ufficialmente abolita . Durante il periodo repubblicano, l'instabilità politica continuò determinata da una serie di colpi di stati militari e di destituzioni dei Primi ministri in carica. Alla fine la Seconda repubblica ellenica terminò il 10 ottobre 1935 quando venne abolita e la monarchia venne ristabilita. Giorgio II di Grecia ritornò in Grecia e nel 1936 nominò il militare Ioannis Metaxas quale Primo ministro. Metaxas istituì de facto una dittatura che terminò poi con la morte dello stesso Capo di governo nel 1941.

## Storia

### Nascita della Repubblica

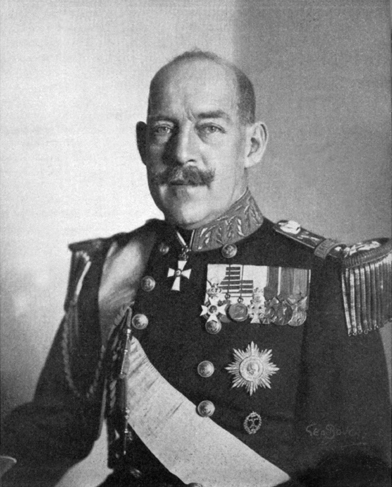
Costantino I di Grecia nel 1921.

Dopo la devastante sconfitta che la Turchia impartì alla Grecia nel 1922, ponendo fine alla Guerra greco-turca (1919 - 1922), scoppiò un grande risentimento negativo nei confronti della Casa reale (molti vedevano alcuni principi reali, come Andrea di Grecia padre di Filippo di Edimburgo, responsabili della sconfitta militare contro le truppe turche). La forte crisi creatasi sfociò in una rivoluzione, scoppiata nel settembre 1922 e guidata dai venizelisti Nikolaos Plastiras e Stylianos Gonatas, che portò all'abdicazione di re Costantino I di Grecia, il quale venne succeduto dal figlio maggiore Giorgio II, re degli Elleni. Sebbene la rivoluzione stessa non avesse abolito la monarchia, tutti i giornali monarchici furono proibiti e vennero impiegate le forze armate per perseguire realisti noti (incluso Ioannis Metaxas, che venne costretto a fuggire all'estero, che nel 1936 diverrà poi Primo ministro ma de facto dittatore greco fino al 1941). La decisione di abolire o meno la monarchia divise la società greca, poiché anche alcuni sostenitori del Partito Liberale, tra cui il fondatore Eleutherios Venizelos, si espressero a favore del mantenimento del monarchia come rete di sicurezza contro l'instabilità. Con la fine della guerra, ci fu il Processo dei Sei, il quale portò all'esecuzione di sei dei novi imputati, ritenuti responsabili della sconfitta.

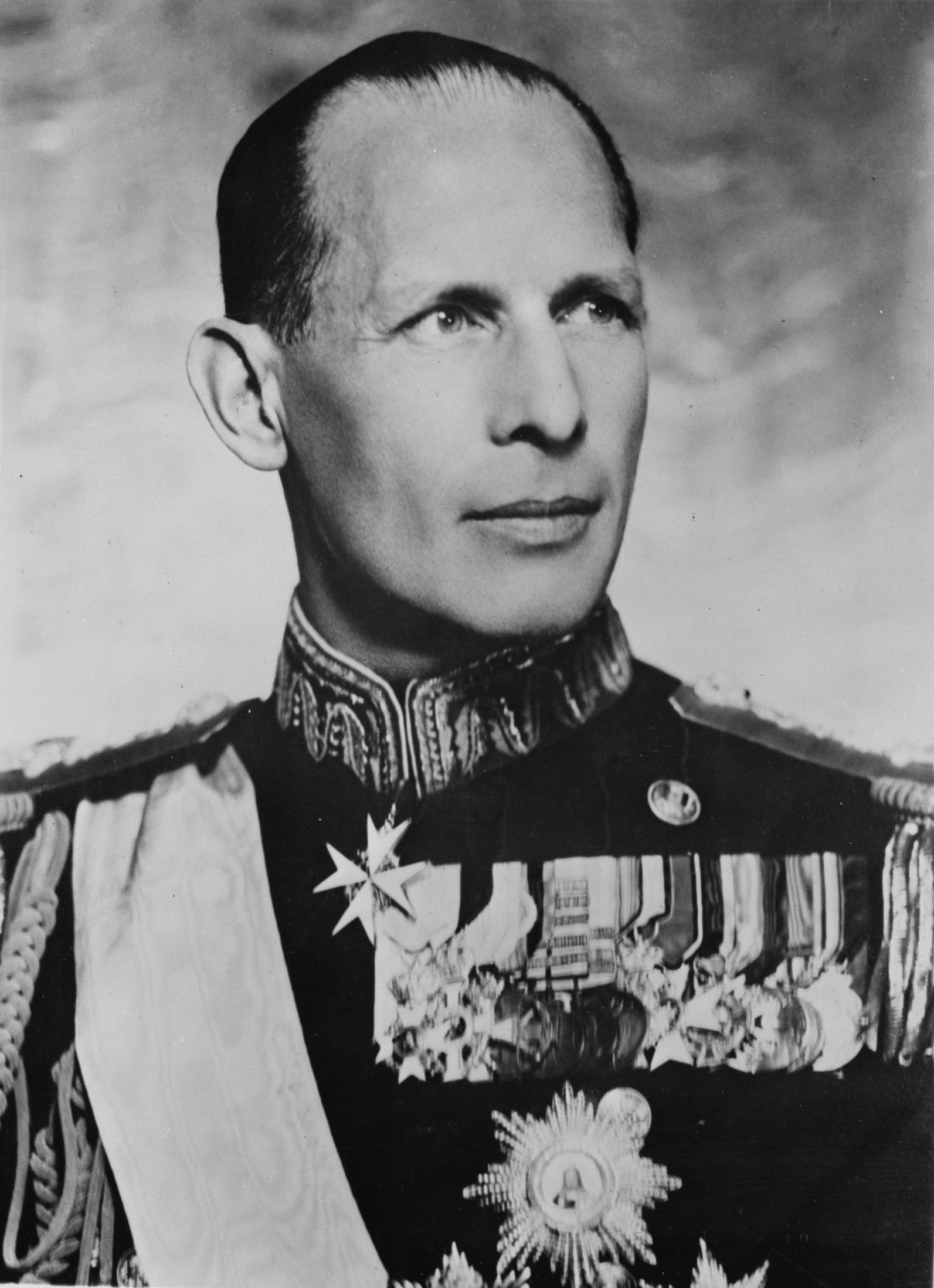
Il sovrano Giorgio II di Grecia.

Giorgio II però fu invitato dal Primo ministro e dal Parlamento stesso a lasciare il paese affinché le Camere potessero decidere quale forma di governo adottare. Nel 1924, i greci votarono così per creare una repubblica, abolendo la monarchia. Tuttavia, nonostante il plebiscito, nel capitolo conclusivo della sua Storia della nazione greca dall'antichità al 1930, Pàvlos Karolìdis osservò che, sebbene la questione della forma di governo fosse stata risolta formalmente, rimaneva irrisolto nella coscienza nazionale. Aggiunse poi che "il cambio di regime è stato operato da uomini che hanno imposto la loro forma di governo preferita a posteriori come rappresentanti del popolo sovrano per educarlo, ma questo è considerato da molti come una vera espressione del coscienza e volontà". Nacque così la Seconda repubblica ellenica: quando la Repubblica fu proclamata il 25 marzo 1924, il nome ufficiale adottato per il paese era Stato ellenico. Tuttavia, il nome venne cambiato in Repubblica ellenica il 24 maggio 1924 con il voto del Parlamento. Di conseguenza, il titolo del capo di Stato del paese venne cambiato da Governatore a Presidente della Repubblica. Ciò venne fatto per evitare qualsiasi confusione sul significato dei termini. La parola Δημοκρατία (dimokratía), usato nel nome ufficiale per indicare Repubblica, si traduce anche come "democrazia". Nel linguaggio quotidiano il paese era conosciuto semplicemente come Grecia. Nella variante ufficiale del greco, che era la lingua di stato, nota come katharevousa, questa era Ἑλλάς (Ellás). In demotico, o "greco volgare", era Ἑλλάδα (Elláda). A volte, il nome Hellas veniva usato anche in inglese. La repubblica viene spesso ricordata come Seconda repubblica ellenica, da distinguersi così dalla Prima che venne proclamata nel 1822, un anno dopo l'inizio della Guerra d'indipendenza che si concluse nel 1829.

### Referendum e golpe

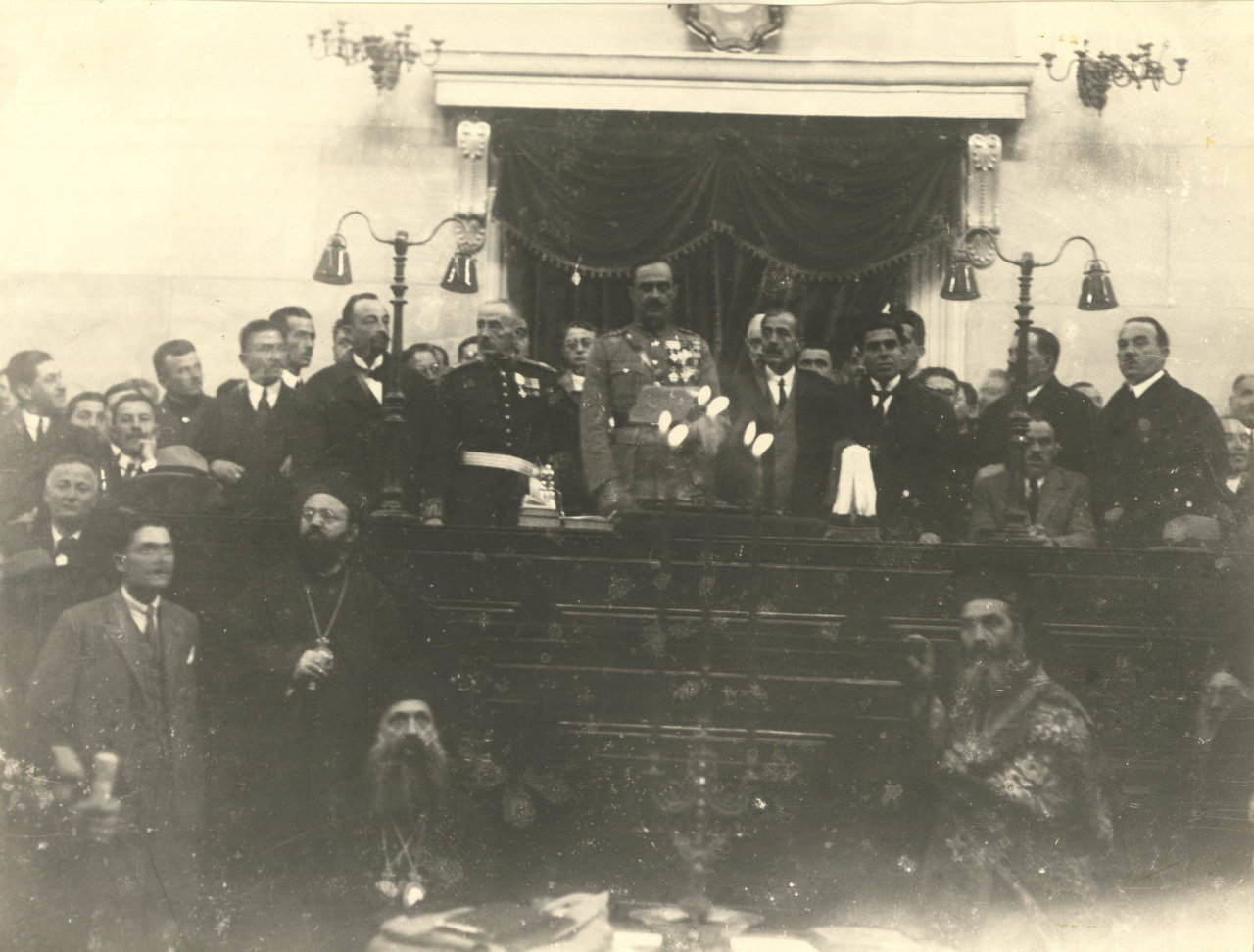
Il discorso di Plastiras nel 1924.

Il 25 marzo 1924 il Parlamento ellenico proclamò la repubblica, optando per una data molto significativa poiché il 25 marzo viene ancora oggi celebrata la Guerra d'indipendenza greca, che portò poi all'effettiva ed ufficiale indipendenza della Grecia nel 1832, col Trattato di Costantinopoli. Il 29 marzo si tenne un referendum, durante il quale si chiedeva agli elettori di approvare la decisione dell'Assemblea nazionale di riorganizzare la Grecia in una repubblica, sul modello parlamentare. Nonostante il voto doveva essere segreto, le schede bianche erano per i voti "si" mentre quelle gialle per i voti "no". Il 13 aprile l'esito del plebiscito si pronunciò con una percentuale del 69,99% (758 742 voti) a favore di una repubblica e  30,1% a favore della monarchia; tali risultati furono quasi identici a quelli del referendum del 1974 (69,2% a favore, 30,8% contro) che abolirono per l'ultima volta la monarchia greca, in seguito alla caduta della Giunta militare dei colonnelli e la proclamazione della Terza repubblica ellenica. La Seconda repubblica ellenica fu così ufficializzata dalla vittoria del referendum. 

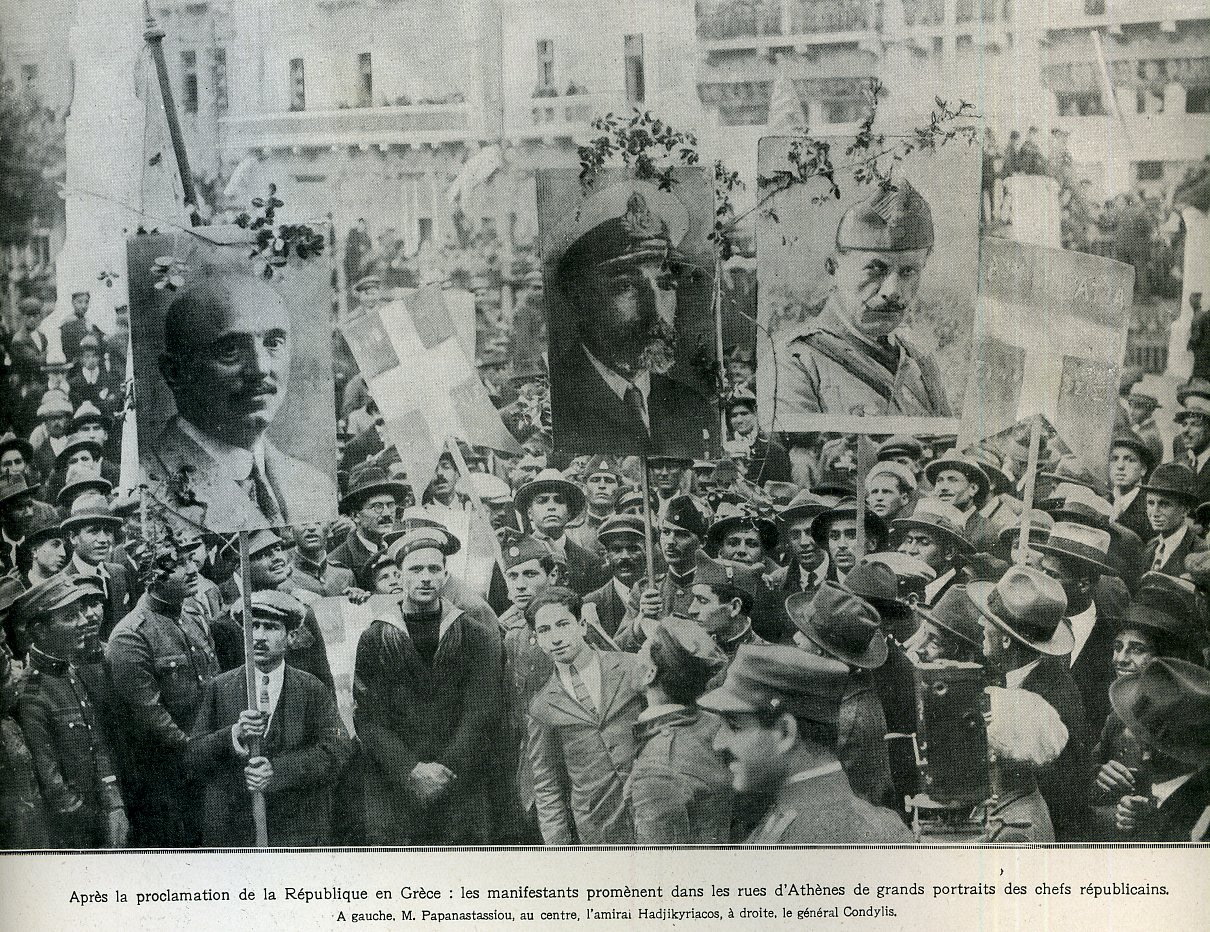
Dimostrazioni per Repubblica con immagini dei politici Papanastasiou, Georgios Kondylis e Hatzikiriakos.

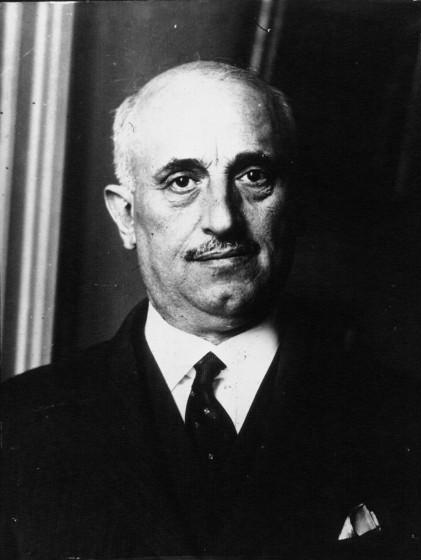
Alexandros Papanastasiou, primo Capo di governo della Repubblica.

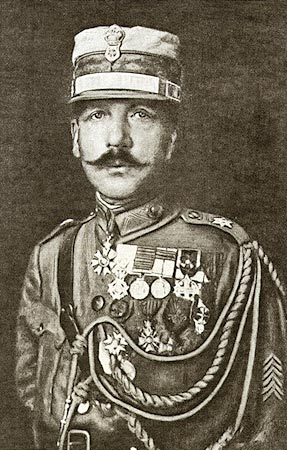
Il Generale Theodoros Pangalos.

Il quotidiano Empros scrisse che il voto è stato "storico per l'ordine prevalso durante il turno di votazioni", Skrip commentò che le persone si erano astenute da "qualsiasi azione che potesse essere vista come una provocazione" e che "le misure militari resero tutto più facile", mentre Rizospastis del Partito Comunista commentò la "relativa calma" che aveva prevalso nel collegio elettorale di Atene. Makedonia aggiunse che così tante persone avevano ignorato le schede "no" gialle, che i pavimenti all'interno dei seggi elettorali e le strade intorno ne erano disseminate. Nel 1924 venne varato un decreto "sulla salvaguardia del regime repubblicano", che introduceva la reclusione per un minimo di sei mesi per aver pubblicamente sostenuto il ritorno della monarchia, contestato i risultati del referendum o pubblicato calunnie contro i fondatori della repubblica. In un'intervista dopo il referendum, l'allora Primo ministro Alexandros Papanastasiou difese i piani del governo per approvare un tale decreto, affermando che al governo doveva essere consentito di andare avanti con le sue riforme senza alcun tipo di ostacolo per un periodo di tempo limitato. La fragilità della giovane repubblica divenne evidente fin dal primo anno della sua esistenza: mentre il Parlamento discuteva ancora riguardo la nuova costituzione, il Generale Theodoros Pangalos organizzò un colpo di Stato. Quando gli venne chiesto dal Ministro dell'Esercito se avesse intenzione di rovesciare il governo, Pangalos rispose "certo che farò un colpo di Stato". Il suo complotto venne messo in moto il 24 giugno 1925 e presto prevalse in tutto il paese con poca o nessuna resistenza da parte delle forze governative. 

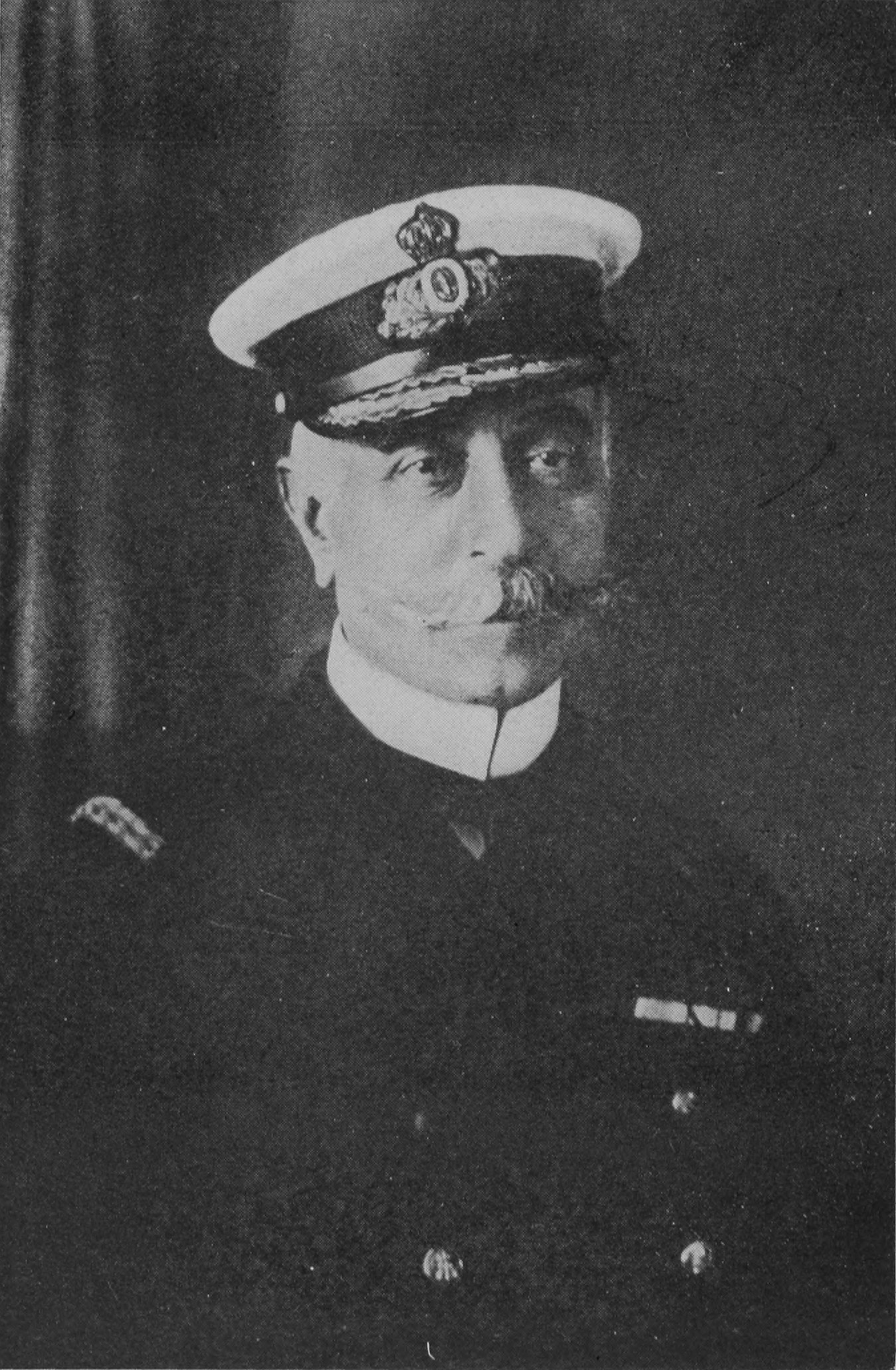
L'ammiraglio Paulos Kountouriōtīs.

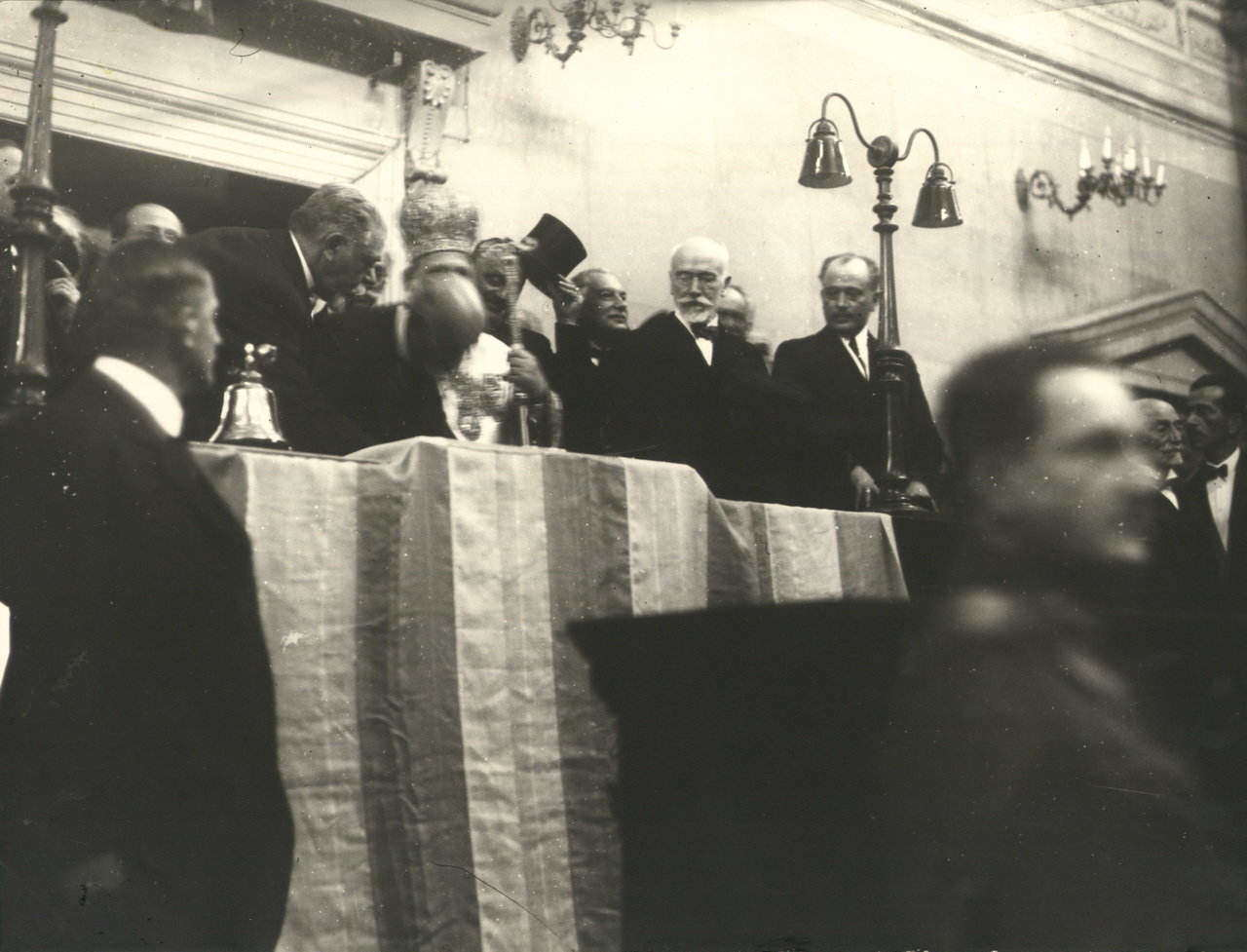
La proclamazione repubblicana del 25 marzo 1924, in Parlamento.

Nel 1924 l'ammiraglio Paulos Kountouriōtīs divenne il primo Presidente della Repubblica ellenica, un sostenitore di Venizelos che si dimise dopo il golpe del 1925. Gli successe il leader del colpo di Stato, Pangalos che prestò giuramento come Primo ministro dal Presidente Kountouriōtīs e chiese al Parlamento di dargli un voto di fiducia. Sorprendentemente, ricevette il voto di fiducia con 185 dei 208 membri del Parlamento presenti che votarono a favore, tra cui Alexandros Papanastasiou (Premier prima del golpe di Pangalos) e Georgios Kondylis. Pangalos alla fine fu anch'egli deposto dai militari cinque mesi dopo, dopo aver coinvolto la Grecia nella Guerra del cane randagio, conosciuta anche come Incidente di Petrič: le relazioni tra la Bulgaria e la Grecia erano fredde, e questo si trasformò in un vero e proprio conflitto nell'ottobre 1925. Uno scontro lungo il confine greco-bulgaro il 18 ottobre portò la dittatura di Pangalos ad ordinare al III Corpo d'armata d'invadere la Bulgaria.  La Bulgaria, non essendo in grado di difendersi a sufficienza, e con l'esercito greco alla periferia di Petrič, si rivolse alla Società delle Nazioni. Alla fine, la Società delle Nazioni condannò l'invasione greca ed ordinò alla Grecia di pagare 47 000 sterline (2,7 milioni di sterline nel 2017) alla Bulgaria come riparazione. 

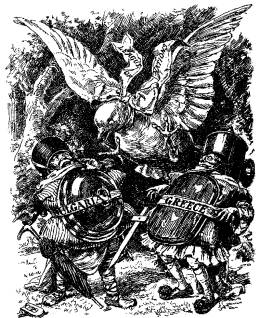
Vignetta britannica raffigurante l'incidente greco-bulgaro del 1925 con l'intervento della Società delle Nazioni

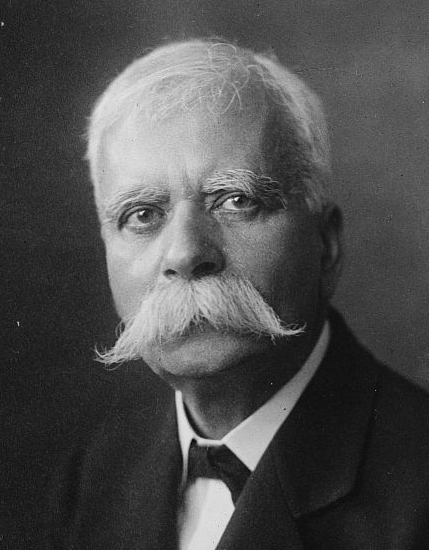
Il Premier Alexandros Zaimīs.

La Grecia rispettò la sentenza e si ritirò dalla Bulgaria, ma non prima che 50 persone avessero perso la vita nel breve conflitto. Nel 1929 venne approvata una nuova legge contro l'attivismo sindacale, comunemente nota come Idionymon, e circa 16 000 attivisti vennero portati davanti alla procedura penale nel periodo tra il 1929 ed il 1936, con 3 000 esiliati in isole remote. Pangalos venne infine rovesciato dal militare Georgios Kondylis nell'agosto del 1926 e Kountouriotis tornò alla presidenza. Il 31 ottobre 1927 fu vittima di un attentato mentre stava salendo in macchina con il suo aiutante, proprio fuori dal municipio di Atene. Il proiettile rimbalzò sul finestrino dell'auto e Kountouriotis fu miracolosamente salvato. Il 4 giugno 1929 fu rieletto alla carica di Presidente dalla Camera e dal Senato, ma questa volta, nel dicembre dello stesso anno, si dimise definitivamente per motivi di salute. Morì nel 1935. Gli successe Alexandros Zaimis, la cui carriera politica era certamente impressionante, poiché nel corso della sua carriera ricoprì la carica di Primo Ministro della Grecia otto volte, di Presidente del Parlamento due volte, di Presidente del Senato, di Alto Commissario di Creta, succedendo al dimissionario Principe Giorgio. È l'unico politico ad aver ricoperto così tanti incarichi importanti sulla scena politica della Grecia moderna. L'elezione di Zaimis alla presidenza della Repubblica fu un errore, secondo lo storico Gregorio Dafni, un errore che a suo modo portò alla caduta della Repubblica e al ritorno del re. Zaimis non credeva nella democrazia o nella regalità: "Zaimis accettò la presidenza forse perché, per una lunga tradizione, si era abituato a offrire i suoi servizi quando non era obbligato a prendere l'iniziativa [...] era una personalità neutrale". Nonostante un periodo di stabilità e un senso di benessere sotto l'ultimo governo di Eleftherios Venizelos (1928-1932) gli effetti della Grande depressione si fecero sentire duramente e l'instabilità politica tornò.

### Fine della repubblica

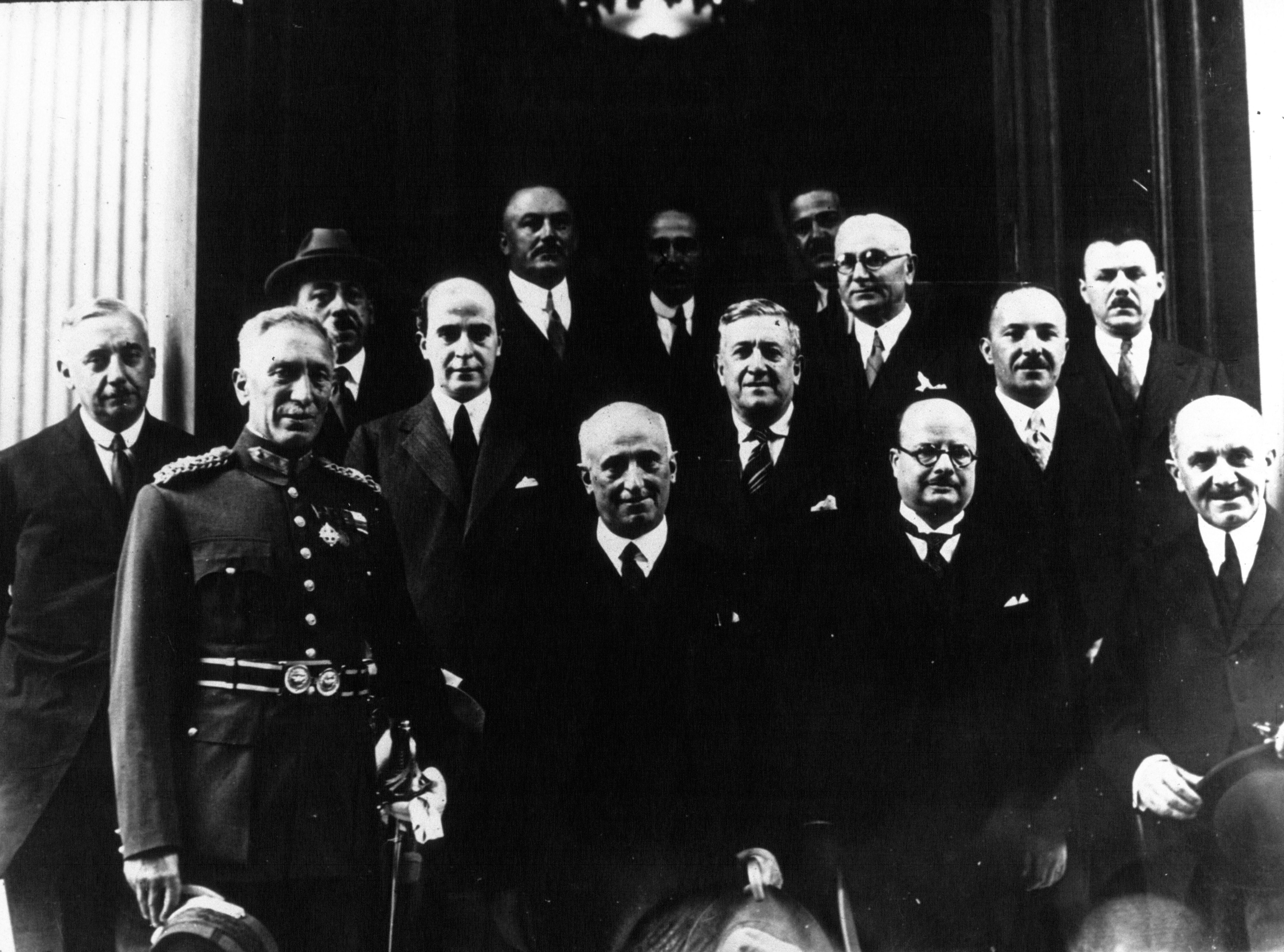
Governo Papanastasiou del 1932.

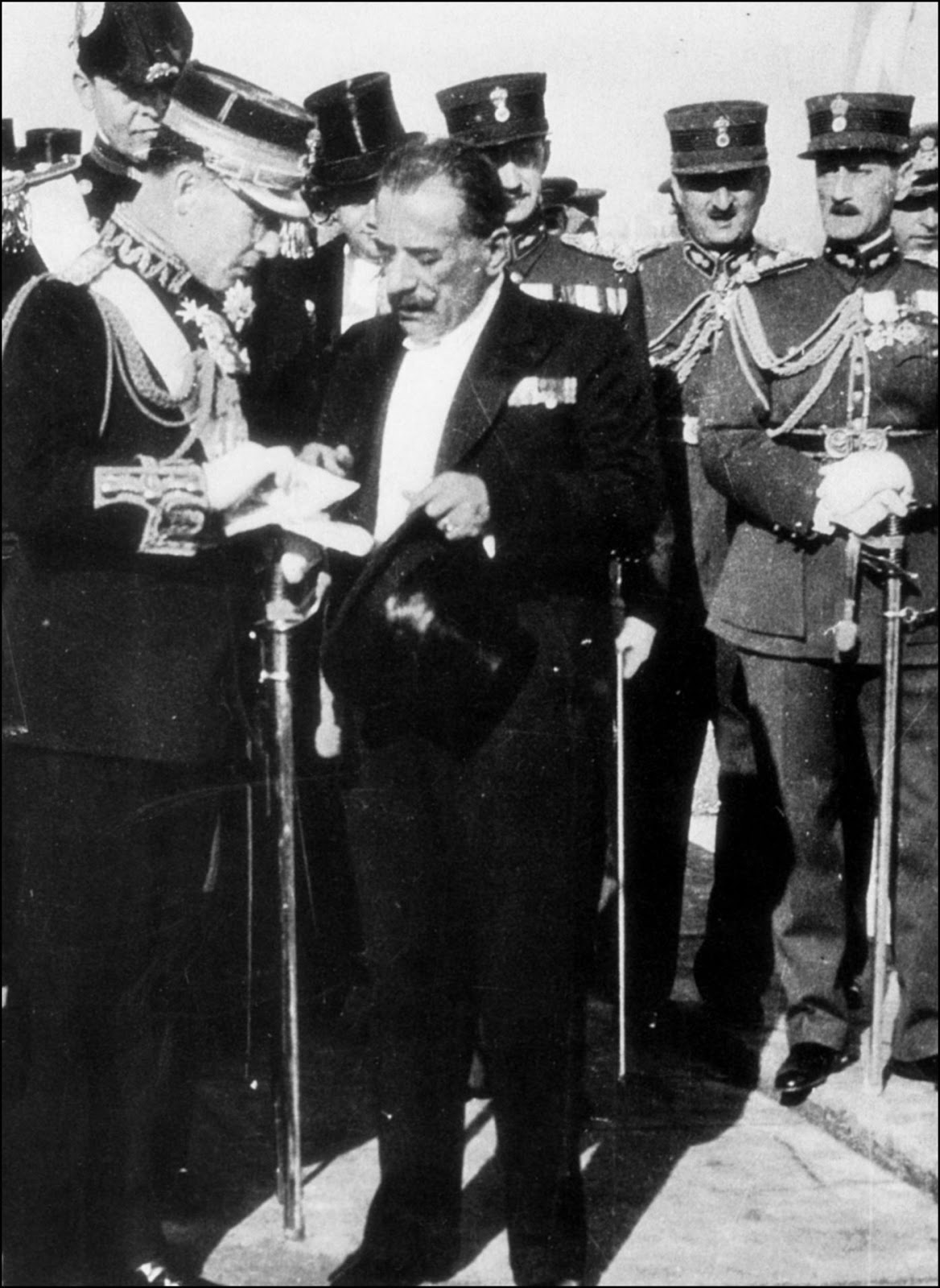
Giorgio II e Kondylis, nel 1935, al ritorno del monarca ad Atene.

Nel 1935 Georgios Kondylis, un ex ufficiale militare pro-Venizelos, era uno degli uomini più importanti dell'establishment greco; costrinse il Premier Panagis Tsaldaris a dimettersi assumendo lui stesso la guida dell'esecutivo ellenico, sospendendo nel frattempo numerose disposizioni costituzionali. Nello stesso periodo, Kondylis guidò le forze lealiste sopprimendo un tentato colpo di Stato venizelista, fazione che egli stesso appoggiò in precedenza. Kondylis, che nel frattempo si era unito ai conservatori, decise di indire un referendum per ristabilire la monarchia, nonostante in passato fosse stato un sostenitore dell'ala antimonarchica della politica greca. Nel 1935 si tenne così un plebiscito per il ritorno della monarchia, con il 98% dei voti a favore della restaurazione della monarchia con re Giorgio II. In attesa del ritorno del sovrano greco, Kondylis assunse la carica di Reggente dal 10 ottobre al 25 novembre 1935. Secondo i risultati ufficiali del referendum, solo il 2% votò contro la monarchia; gli osservatori dell'epoca espressero seri dubbi sulla legittimità del voto. Oltre all'improbabile alto numero di "sì", il voto si tenne in circostanze tutt'altro che segrete. Gli elettori gettavano un pezzo di carta blu nell'urna se sostenevano il ritorno del re, o un pezzo di carta rossa per mantenere la repubblica. Chiunque gettasse un pezzo di carta rossa rischiava di essere picchiato. Re Giorgio tornò comunque ed in seguito i repubblicani vinsero immediatamente le elezioni del 1936, in cui i comunisti detenevano l'equilibrio del potere. Nello stesso anno morirono sia Eleutherios Venizelos sia Panagīs Tsaldarīs . Un risultato peculiare del plebiscito fu l'emarginazione di Kondylis, poiché Giorgio II affidò ad altri politici la gestione del paese. Kondylis morì all'inizio del 1936 .

## Politica

### Costituzione
La prima e l'ultima pagina della Costituzione del 3 giugno 1927
La Costituzione del 1927 è considerata progressista per l'epoca. Scritta per sostituire la Costituzione del 1926, mai attuata, venne approvata in parlamento il 3 giugno 1927. Il cambiamento più profondo apportato al Paese dall'approvazione della nuova costituzione fu il rovesciamento della monarchia de jure (la monarchia era stata abolita de facto nel referendum del 1924). L'articolo 2 istituiva una repubblica (la parola usata nella costituzione è "Δημοκρατία", che può significare sia democrazia che repubblica).

### Parlamento e diritto di voto

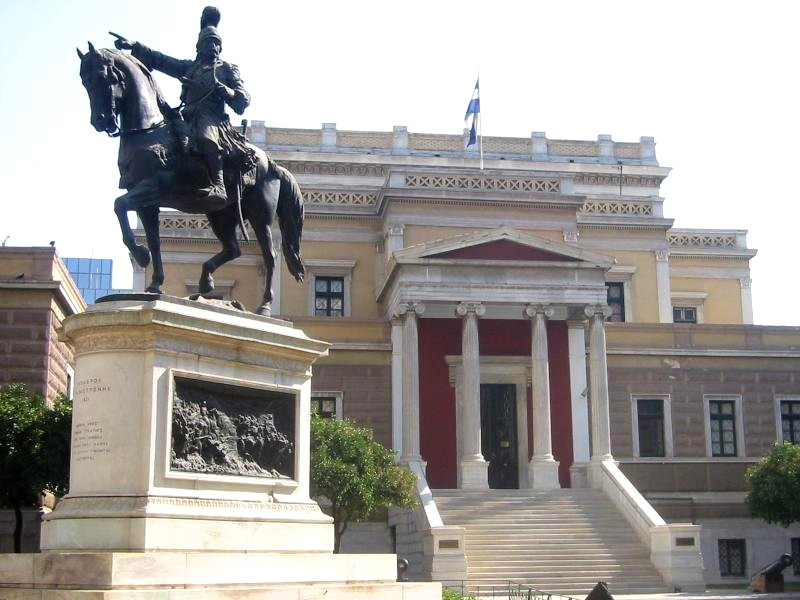
Il Vecchio Parlamento fu la sede parlamentare fino al 1932, quando venne trasferita nel Parlamento ellenico, ex residenza reale.

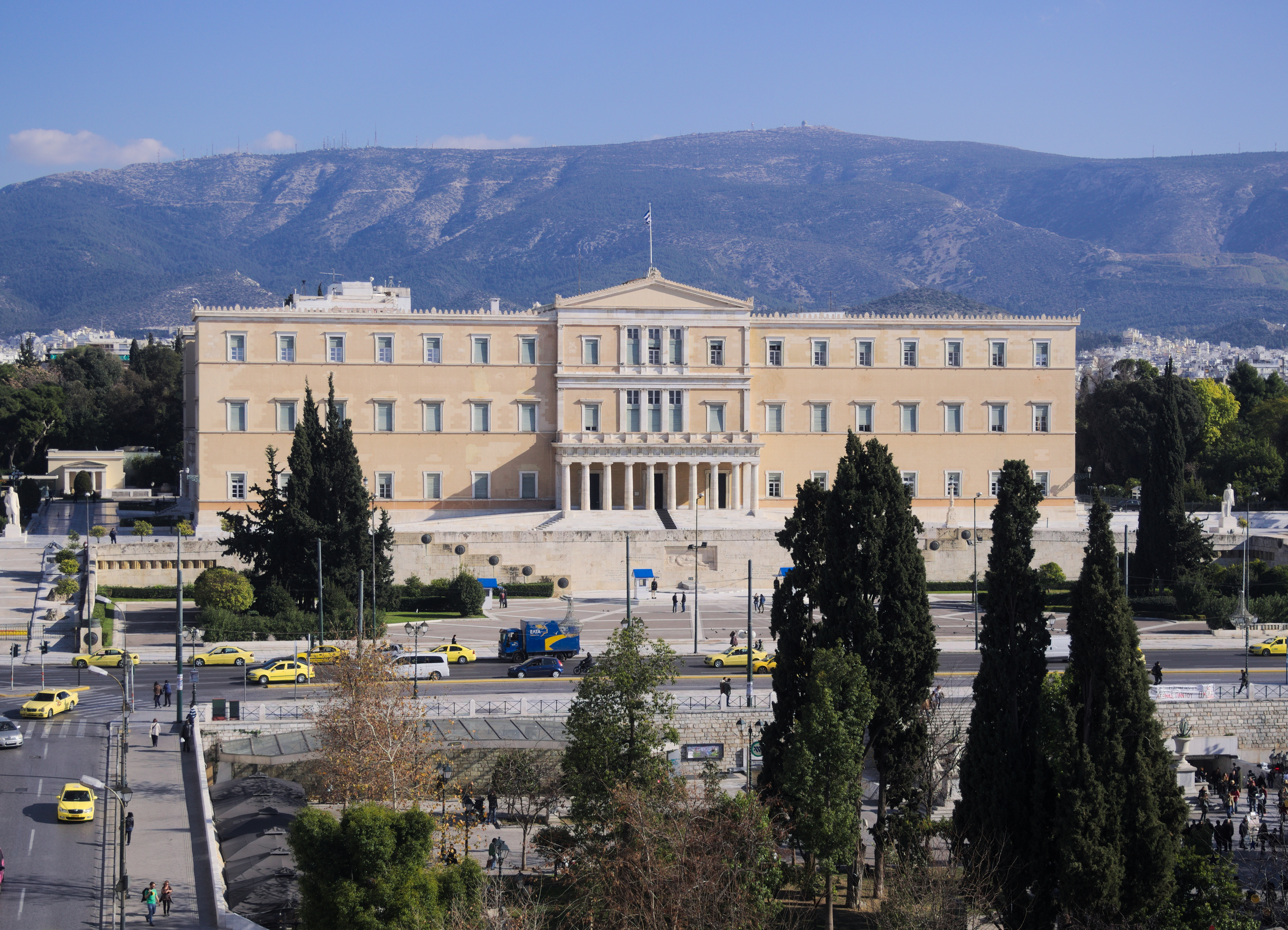
Veduta del Parlamento ellenico

La costituzione del 1927 istituì un legislatura bicamerale. Le due camere erano la Camera dei deputati (in greco Βουλή?) e il Senato ( in greco Γερουσία?). Inoltre, la costituzione delineava i doveri delle due camere e il numero dei parlamentari. La camera bassa doveva essere composta da un numero di membri compreso tra 200 e 250 eletti nel loro collegio elettorale per un mandato di quattro anni. Il Senato aveva una composizione più complessa; l'articolo 58 stabiliva che esso era composto da 120 senatori di cui 92 eletti direttamente o indirettamente dal popolo, 10 eletti in seduta congiunta di Camera dei Deputati e Senato e 18 eletti da 8 sindacati rappresentanti varie vocazioni inclusi commercianti (1), industriali (3), lavoratori (5) e accademici (1). Dei 92 senatori eletti direttamente o indirettamente dal popolo, 90 venivano assegnati a collegi elettorali parlamentari di varie dimensioni per elezione diretta e due venivano assegnati a minoranze etniche per elezione attraverso un collegio elettorale: 1 per i turchi della Tracia occidentale e 1 per gli ebrei di Salonicco. Ogni senatore serviva un mandato di nove anni, mentre la composizione del Senato veniva rinnovata di 1/3 ogni tre anni. Gli stipendi dei membri del parlamento in entrambe le camere erano gli stessi.

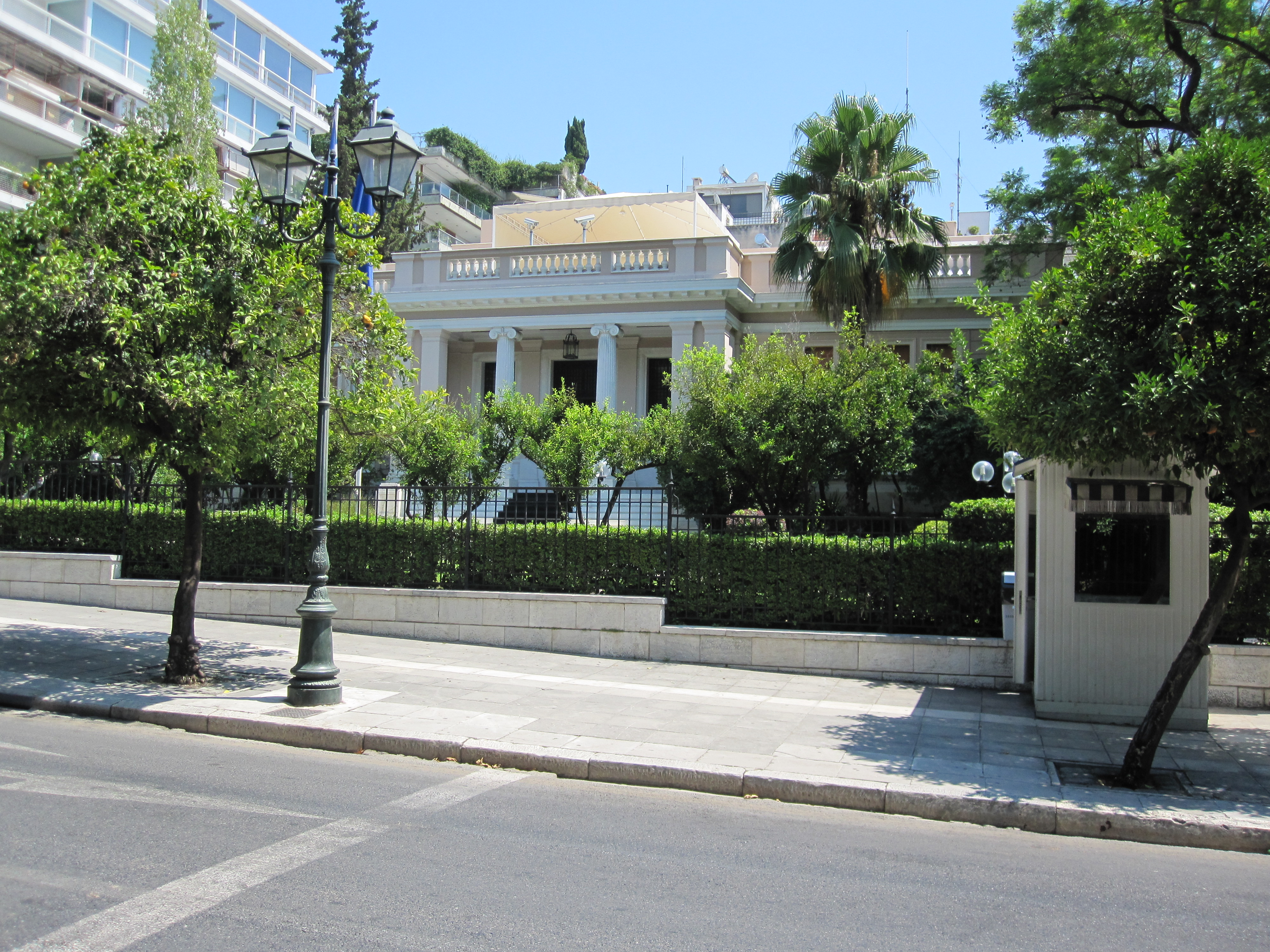
Villa Maximos, residenza del Primo ministro della Grecia.

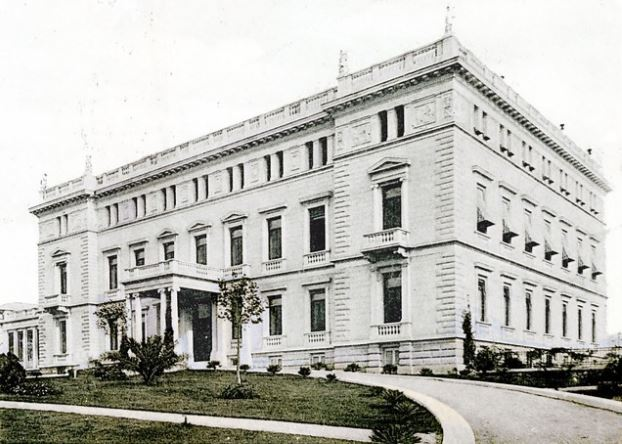
L'ex Palazzo Reale (1909 -1973) utilizzato come oggi quale sede del Presidente della Repubblica ellenica.

Tra il 1924 e il 1935 si svolsero in totale sei elezioni. La politica della Seconda Repubblica era dominata dal Partito Liberale repubblicano, sotto la guida di Eleutherios Venizelos, e dal Partito Populista moderatamente conservatore-monarchico sotto Panagīs Tsaldarīs. Questi partiti erano il mezzo principale con cui i greci partecipavano alla vita politica e non erano partiti costruiti su principi o coscienza di classe, ma piuttosto "partiti di personalità" che facevano affidamento su leader carismatici attorno ai quali si univa la base. Il tradizionale caffè greco era il campo di battaglia per le discussioni politiche quotidiane e l'alto grado di coinvolgimento personale nelle discussioni politiche distingueva la Grecia dagli altri paesi costituzionali. Ciò creava effetti collaterali sia positivi che negativi; da un lato la popolazione era coinvolta politicamente a livello personale, e quindi incentivata, ma dall'altro questo coinvolgimento politico rendeva il Paese fortemente critico.
Nel 1930, dopo cinque anni di deliberazione, il suffragio venne parzialmente esteso alle donne, alle quali era ora concesso il diritto di voto, ma non di eleggibilità, alle elezioni locali. La prima opportunità di farlo venne data loro nello stesso anno a Salonicco, dove 240 donne esercitarono il loro diritto. A livello nazionale l'affluenza delle donne rimase bassa, con solo circa 15.000 partecipanti alle elezioni locali del 1934. L'inclusione delle donne come candidate alle elezioni in numerose liste elettorali venne respinta dai tribunali con l'argomento secondo cui la legge aveva concesso alle donne solo "un diritto di voto limitato". La tabella seguente illustra la performance dei due principali partiti politici nelle elezioni parlamentari e del senato che si svolsero sotto la Seconda Repubblica.
| Elezione | Camera bassa (Camera) | Camera bassa (Camera) | Camera bassa (Camera) | Camera bassa (Camera) | Camera bassa (Camera) | Camera bassa (Camera) |                      | Camera alta (Senato) | Camera alta (Senato) | Camera alta (Senato) | Camera alta (Senato) | Camera alta (Senato) | Camera alta (Senato) |
| Elezione | Partito dei Liberali  | Partito dei Liberali  | Partito Populista     | Partito Populista     | Altri                 | Altri                 | Partito dei Liberali | Partito dei Liberali | Partito Populista    | Partito Populista    | Altri                | Altri                |                      |
| Elezione | %                     | Seggi                 | %                     | Seggi                 | %                     | Seggi                 | %                    | Seggi                | %                    | Seggi                | %                    | Seggi                |                      |
| -------- | --------------------- | --------------------- | --------------------- | --------------------- | --------------------- | --------------------- | -------------------- | -------------------- | -------------------- | -------------------- | -------------------- | -------------------- | -------------------- |
| 1926     | 31.6%                 | 102                   | 20.3%                 | 60                    | 48.1%                 | 117                   | NA                   | NA                   | NA                   | NA                   | NA                   | NA                   |                      |
| 1928     | 46.9%                 | 178                   | 23.9%                 | 19                    | 29.2%                 | 53                    | NA                   | NA                   | NA                   | NA                   | NA                   | NA                   |                      |
| 1929     | NA                    | NA                    | NA                    | NA                    | NA                    | NA                    | 54.6%                | 64                   | 19.1%                | 10                   | 26.3%                | 21                   |                      |
| 1932     | 33.4%                 | 98                    | 33.8%                 | 95                    | 32.8%                 | 57                    | 39.5%                | 16                   | 32.5%                | 13                   | 28.0%                | 1                    |                      |
| 1933     | 33.3%                 | 80                    | 38.1%                 | 118                   | 28.6%                 | 50                    | NA                   | NA                   | NA                   | NA                   | NA                   | NA                   |                      |
| 1935     | Boicottaggio          | Boicottaggio          | 65.0%                 | 254                   | 35.0%                 | 46                    | NA                   | NA                   | NA                   | NA                   | NA                   | NA                   |                      |

### Relazioni estere
La politica estera della Repubblica è stata ampiamente plasmata dalla carica di primo ministro di Eleutherios Venizelos. Prima della sua riascesa al potere nelle elezioni legislative del 1928, la Grecia dovette affrontare notevoli ostacoli nella sua politica estera: le crescenti pretese da parte della Jugoslavia su Salonicco, le cattive relazioni con la Bulgaria e la Turchia, mentre le relazioni con le grandi potenze erano al loro punto più basso da quando la Grecia venne fondata nel 1832. In collaborazione con Mustafa Kemal Atatürk, così come con il governo di İsmet İnönü, nel 1930 vennero firmati una serie di trattati tra la Grecia e la Turchia che, in effetti, ripristinarono le relazioni greco-turche e stabilirono un'alleanza de facto tra i due paesi. Come parte di questi trattati, la Grecia e la Turchia concordarono che il Trattato di Losanna sarebbe stato l'accordo definitivo dei rispettivi confini, mentre s'impegnarono anche a non aderire alle opposte alleanze militari o economiche ed a interrompere immediatamente la loro corsa agli armamenti. I buoni rapporti instaurati dalla Repubblica dureranno fino agli anni Cinquanta.

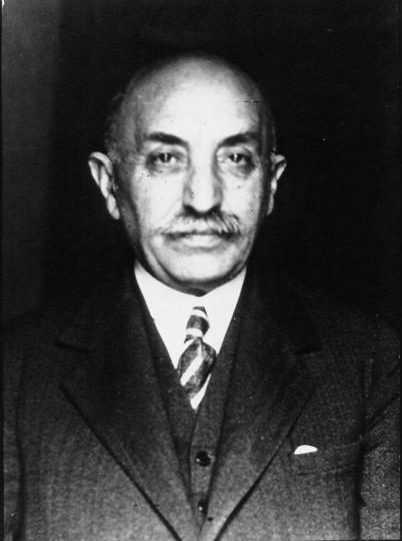
Il Premier Panagīs Tsaldarīs.

Nel 1934, il governo di Panagīs Tsaldarīs firmò, ad Atene, il Patto balcanico (od Intesa balcanica), un'alleanza militare tra Grecia, Romania, Turchia e Jugoslavia, che migliorarono ulteriormente le relazioni della Repubblica con i suoi vicini balcanici, sebbene l'esclusione di Bulgaria ed Albania lasciasse alcune questioni irrisolte. Alla fine, tuttavia, la politica della grande potenza fece deragliare il Patto, che non portò mai i risultati sperati.
A parte l'interesse per la stabilità regionale e l'amicizia, la Seconda Repubblica, attraverso Venizelos, sostenne le prime iniziative per la creazione di un'Unione europea. Nell'ottobre 1929, in qualità di primo ministro, Venizelos tenne un discorso sottolineando il sostegno del suo governo agli sforzi di Aristide Briand in materia, affermando che "gli Stati Uniti d'Europa rappresenteranno, anche senza la Russia, una potenza abbastanza forte da far avanzare, fino a un punto soddisfacente, la prosperità anche degli altri continenti".
Durante la Seconda Repubblica, la Grecia è stata un membro impegnato della Società delle Nazioni, per il ruolo importante svolto da Eleutherios Venizelos nella sua creazione nel 1919. Il paese ha contribuito con oltre 1,5 milioni di franchi d'oro al budget della Società tra il 1927 e il 1934, una media dello 0,6% del budget di ogni anno, e un certo numero di greci vennero impiegati in varie posizioni all'interno della Società nel corso della sua storia.

### Suddivisione amministrativa

Le regioni della Grecia nel 1930

La Seconda Repubblica Ellenica era suddivisa in 10 regioni, che oggi chiameremmo le regioni geografiche tradizionali della Grecia. Queste variavano ampiamente per dimensioni e popolazione. La più popolosa era la Grecia Centrale ed Eubea, con 1,6 milioni di persone, seguita da vicino dalla Macedonia (1,4 milioni), mentre le più piccole erano le Cicladi con 129.702 persone. La più grande superficie totale era la Macedonia di 34 892,8 km² (3,48928×1010 m²), mentre la più piccola erano le Isole Ionie, di 19 215 chilometri quadri (1,9215×1010 m²). Le Isole Ionie erano anche la regione più densamente popolata della Grecia, con una densità di popolazione di 110.93/km2 (287.3/sq mi).
|        | Regione                  | Capitale  | Popolazione | Area      | Area     | Densità   | Densità |
| in km2 | Regione                  | Capitale  | Popolazione | in sq mi  | per km2  | per sq mi |         |
| ------ | ------------------------ | --------- | ----------- | --------- | -------- | --------- | ------- |
| 1      | Grecia Centrale ed Eubea | Atene     | 1.592.842   | 24.995,8  | 9.650,9  | 63,72     | 165,0   |
| 2      | Macedonia                | Salonicco | 1.412.477   | 34.892,8  | 13.472,2 | 40,48     | 104,8   |
| 3      | Peloponneso              | Tripoli   | 1.053.327   | 22.282,8  | 8.603,4  | 47,27     | 122,4   |
| 4      | Tessaglia                | Larissa   | 493.213     | 13.334,4  | 5.148,4  | 36,99     | 95,8    |
| 5      | Creta                    | La Canea  | 386.427     | 8.286,7   | 3.199,5  | 46,63     | 120,8   |
| 6      | Epiro                    | Giannina  | 312.634     | 9.351,0   | 3.610,4  | 33,43     | 86,6    |
| 7      | Isole egee               | Mitilene  | 307.734     | 3.847,9   | 1.485,7  | 79,97     | 207,1   |
| 8      | Tracia occidentale       | Komotini  | 303.171     | 8.706,3   | 3.361,5  | 47,66     | 123,4   |
| 9      | Isole Ionie              | Corfù     | 213.157     | 1.921,5   | 741,9    | 110,93    | 287,3   |
| 10     | Cicladi                  | Ermopoli  | 129.702     | 2.580,2   | 996,2    | 50,27     | 130,2   |
|        |                          |           |             |           |          |           |         |
| -      | Grecia                   | Atene     | 6.204.684   | 130.199,4 | 50.270,3 | 47,66     | 123,4   |

## Bandiera e simboli

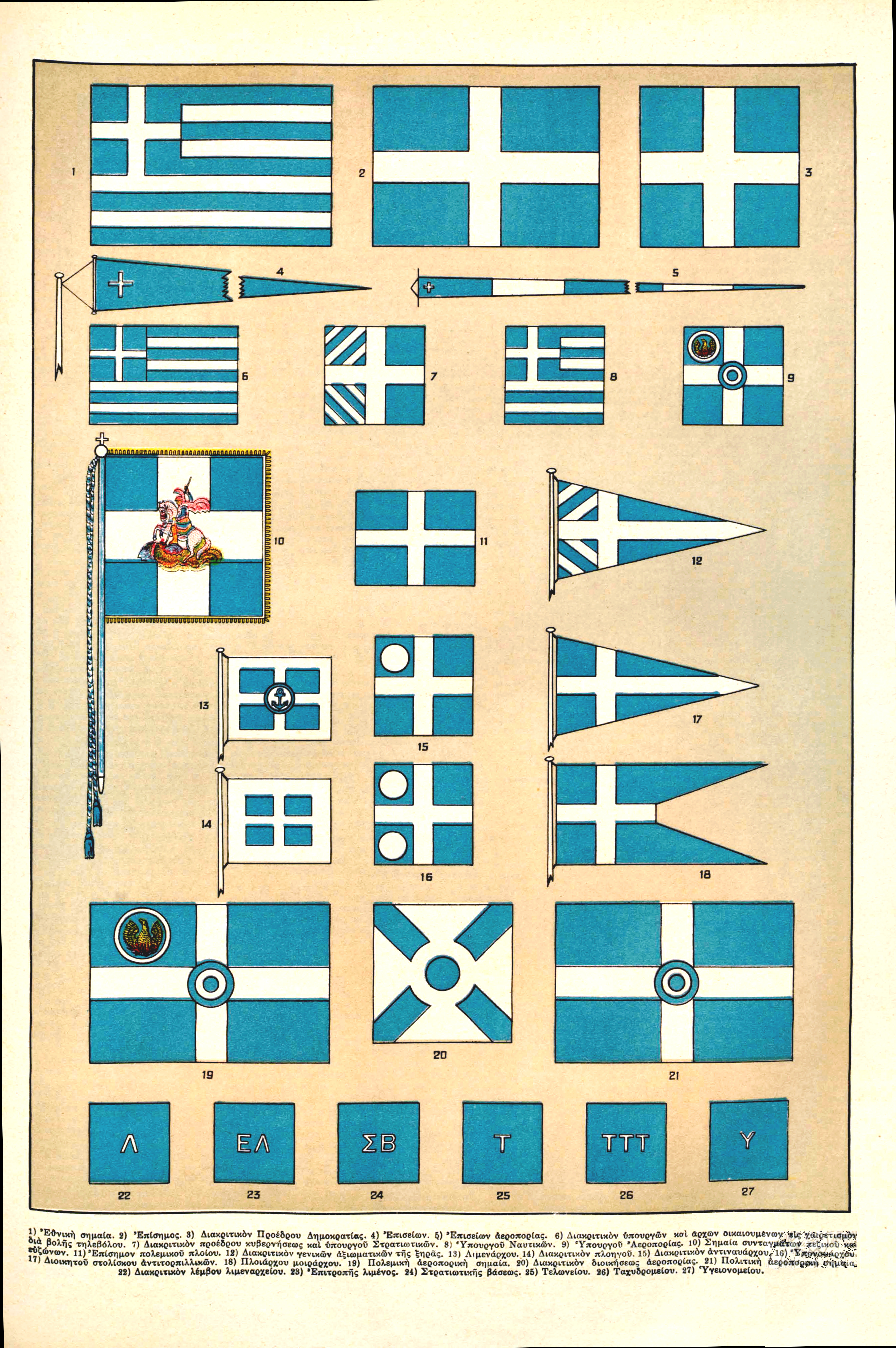
Le bandiere della Grecia, dalla Grande enciclopedia greca (1934)

Per la maggior parte della sua storia, la Grecia ha avuto due bandiere nazionali distinte che coesistevano: un semplice campo blu con una croce bianca da utilizzare come bandiera nazionale sulla terraferma e un disegno più complesso con nove strisce blu e bianche con una croce bianca su un campo blu nel cantone, da utilizzare sulle navi (insegna) e sulla terraferma quando esposto all'estero. Quelle bandiere vennero adottate per la prima volta nel 1822 durante la guerra d'indipendenza greca. Con il crollo della monarchia e la creazione della Seconda Repubblica, tutti i simboli nazionali della Grecia furono modificati per riflettere un cambiamento nel dominio repubblicano. Le bandiere in particolare videro la rimozione delle corone, che dal 1863 erano poste al centro della croce bianca, mentre lo stemma nazionale veniva spogliato del suo mantello, nonché dei suoi sostegni, fino a un semplice scudo recante una croce greca. Si pensava che i colori blu e bianco simboleggiassero il colore del cielo e delle onde.
Durante la breve dittatura di Theodoros Pangalos all'emblema nazionale vennero aggiunti quattro simboli nei quattro quarti creati dalla croce: la testa di Atena, che simboleggiava il periodo greco antico; un elmo ed una lancia, che simboleggiavano il periodo ellenistico; un'aquila bicipite, che simboleggiava il periodo bizantino; ed una fenice che risorge dalle sue ceneri, a simboleggiare il periodo greco moderno. Una ghirlanda di quercia e alloro circondava l'emblema, simboleggiando rispettivamente potere e gloria. Questo particolare emblema venne criticato per essere inappropriato e violare le regole araldiche prima di essere sostituito dal semplice scudo dopo la caduta della dittatura di Pangalos.

## Forze armate e di polizia

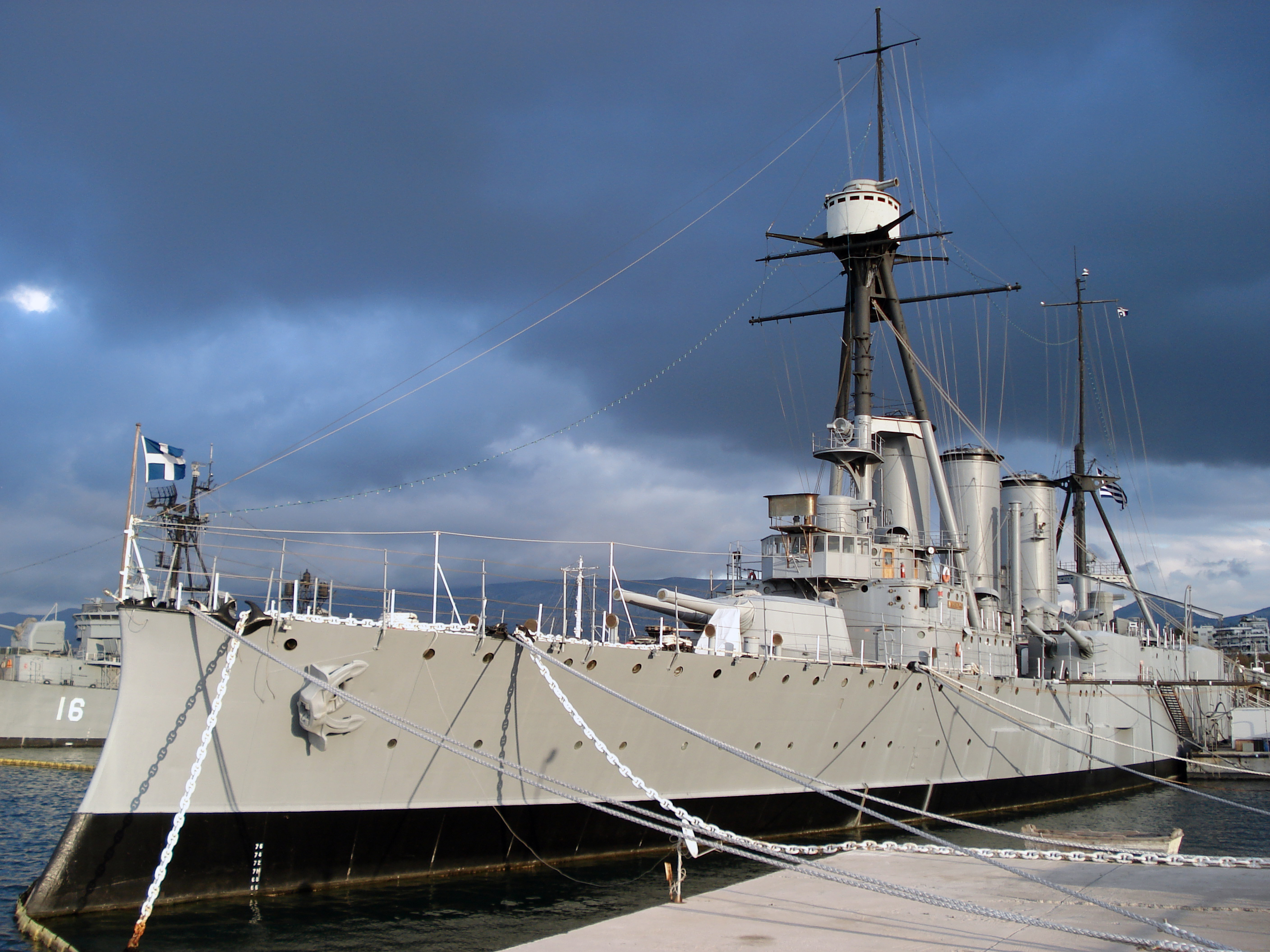
L'incrociatore Georgios Averof, ammiraglia della Marina Ellenica.

L'organizzazione in tempo di pace dell'esercito ellenico nel 1930 era composta da 10 divisioni organizzate in 4 corpi d'armata, con due delle divisioni indipendenti, mentre un'ulteriore brigata era di stanza nell'Arcipelago. L'organizzazione dell'esercito differiva dalla sua composizione in tempo di guerra; per esempio, non tutte le divisioni avevano unità di supporto d'artiglieria in tempo di pace. Nel 1933 la Marina Militare ellenica era composta da 2 corazzate (Kilkis e Lemnos; entrambe attraccate in modo permanente), 1 incrociatore corazzato (Georgios Averof), 1 incrociatore (Elli), 12 cacciatorpediniere, 9 torpediniere, 6 sottomarini, 2 fast attack craft e 9 navi ausiliarie di supporto. Nel 1930 venne istituito un Ministero dell'Aviazione per consolidare l'Aeronautica, nel 1933 l'Aeronautica Militare ellenica era composta da 5 basi aeree, ciascuna con 2 squadroni (di solito), ed utilizzava aerei Breguet 19, Potez 25, Hawker Horsley, Velos di costruzione greca e Fairey III. Le spese militari rappresentavano ₯ 2,04 miliardi nel 1935; il 18,8% della spesa pubblica totale.
Le forze dell'ordine erano gestite da una serie di organi diversi, tra cui la Gendarmeria ellenica (Χωροφυλακή), la polizia cittadina (Ἀστυνομία Πόλεων), la polizia di campagna (Ἀγροφυλακή) e la polizia forestale (Δασαοφυή).

## Economia
|                    |                    |  |        |        |
| ------------------ | ------------------ |  | ------ | ------ |
| Agricoltura        | Agricoltura        |  | 53,56% | 53,56% |
| Industria          | Industria          |  | 17,80% | 17,80% |
| Commercio          | Commercio          |  | 7,68%  | 7,68%  |
| Zootecnia          | Zootecnia          |  | 6,93%  | 6,93%  |
| Trasporti          | Trasporti          |  | 4,42%  | 4,42%  |
| Lavoro autonomo    | Lavoro autonomo    |  | 3,56%  | 3,56%  |
| Servizio personale | Servizio personale |  | 2,38%  | 2,38%  |
| Servizio civile    | Servizio civile    |  | 1,84%  | 1,84%  |
| Finanza            | Finanza            |  | 0,95%  | 0,95%  |
| Industria ittica   | Industria ittica   |  | 0,62%  | 0,62%  |
| Attività mineraria | Attività mineraria |  | 0,26%  | 0,26%  |
| Uomini             | Uomini             |  | 65,60% | 65,60% |
| Donne              | Donne              |  | 34,40% | 34,40% |

PIL della Grecia sotto la Repubblica e confronto del PIL pro capite con paesi selezionati

Secondo il Progetto Maddison dell'Università di Groninga, il PIL della Grecia nel 1924 era di 23,72 miliardi di dollari (nel valore del 2011; 29 miliardi di dollari nel valore di oggi). La crescita economica tra il 1924 e il 1935 fu in media del 2,96%. Scomposta, tra il 1924 e il 1929 la crescita si attestò al 3,52%, durante la Grande Depressione al -3,23% e tra il 1932 e il 1935 ad una media del 5,24%. Nel 1935 il PIL era salito a $ 32,41 miliardi (nel valore del 2011; $ 39 miliardi nel valore di oggi). Il PIL pro capite era di $ 3.957 nel 1924 e di $ 4.771 alla fine della repubblica nel 1935, mettendo la Grecia in una posizione paragonabile alla Spagna e molto migliore dei suoi vicini. I resoconti contemporanei pongono il reddito nazionale lordo durante la Grande Depressione a ₯ 41 miliardi nel 1929, ₯ 37 miliardi nel 1930 (-10%) e ₯ 30 miliardi nel 1931 (- 30%).
La forza lavoro nel censimento del 1928 è mostrata come prevalentemente agricola e dominata dagli uomini. La disoccupazione tra gli uomini era del 16,8% secondo il censimento del 1928 mentre il 68% delle donne dichiarava di non lavorare. Il sindacalismo, sebbene legale, venne attivamente scoraggiato dal governo e circa 3.000 attivisti sindacali vennero mandati in esilio interno nel periodo 1929 – 1936.

### Finanze pubbliche

Mappa delle ferrovie (1934).

La complessità del codice fiscale dell'epoca rendeva difficile determinare l'aliquota fiscale media imposta sul reddito, tuttavia la Grande enciclopedia greca osserva che l'incidenza fiscale in Grecia era la più alta nei Balcani, avvicinandosi ai livelli osservati nelle ricche nazioni dell'Europa occidentale, portando l'equivalente stimato del 25,66% del reddito nazionale lordo totale in entrate fiscali nel 1932 – 1933. L'imposta sulla proprietà variava dal 4% all'11%, ma con l'aggiunta di ulteriori imposte poteva raggiungere oltre il 27%, mentre gli stipendi erano tassati con aliquote comprese tra il 6% e il 21%. Alcune merci erano pesantemente tassate, tra cui zucchero (269,0%), caffè (91,7%), tè (79,3%) e grano (80,79%) tra le altre. Inoltre, alcune industrie erano monopoli statali i cui proventi andavano a finanziare il debito nazionale. Queste comprendevano la produzione di sale, petrolio, fiammiferi, carte da gioco, cartine, saccarina (zucchero artificiale) e narcotici. Insieme, queste industrie contribuirono con 742 milioni di ₯ all'economia nel solo 1934 (8% dei ricavi totali).
|                                                                                           | 1923   | 1924  | 1925   | 1926  | 1927   | 1928   | 1929   | 1930b  | 1931b  | 1932   | 1933   | 1934   | 1935   |
| ----------------------------------------------------------------------------------------- | ------ | ----- | ------ | ----- | ------ | ------ | ------ | ------ | ------ | ------ | ------ | ------ | ------ |
| Entrate (in ₯ milioni)                                                                    | 3,984  | 5,723 | 7,922  | 9,508 | 8,996  | 10,551 | 18,729 | 11,394 | 11,076 | 9,144  | 8,468  | 9,237  | 10,647 |
| Uscite (in ₯ milioni)                                                                     | 5,000  | 5,498 | 6,841  | 8,687 | 7,770  | 9,446  | 18,355 | 11,176 | 11,099 | 9,117  | 7,706  | 8,746  | 10,049 |
| Surplus o deficit (in ₯ milioni)a                                                         | -1,016 | +225  | +1,081 | +821  | +1,226 | +1,105 | +374   | +217   | -22    | +27    | +762   | +491   | +597   |
| Debito pubblico (in ₯ milioni)                                                            |        |       |        |       |        | 35,762 | 38,169 | 38,559 | 41,279 | 42,967 | 43,143 | 42,965 | 44,985 |
| a Prima che vengano presi in considerazione i rimborsi del debito b La Grande Depressione |        |       |        |       |        |        |        |        |        |        |        |        |        |

### Commercio

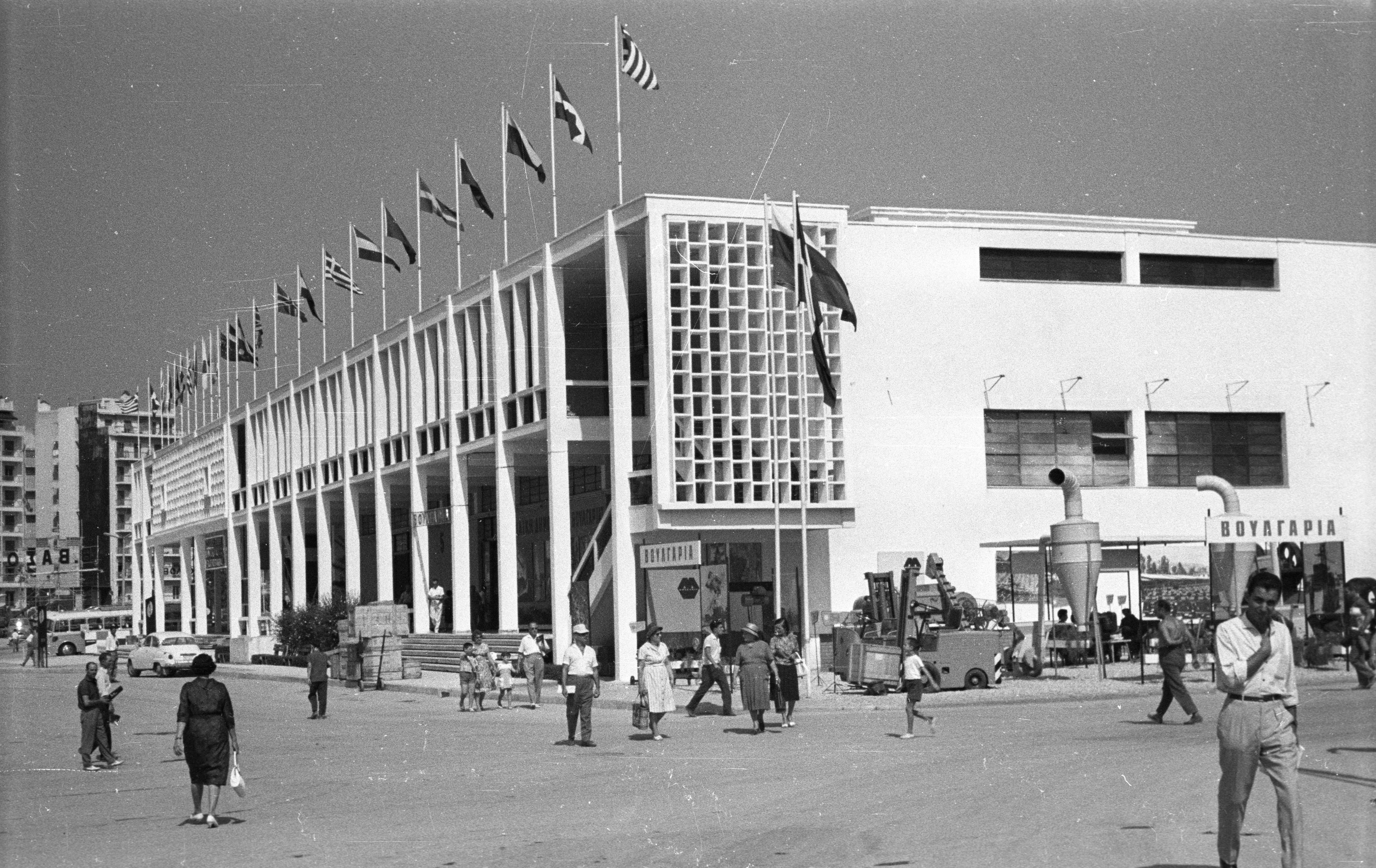
La Fiera Internazionale di Salonicco si tenne per la prima volta nel 1927 e continua ancora oggi.

La natura agricola dell'economia greca si rifletteva nelle sue esportazioni. Nel 1933 oltre l'85% delle esportazioni greche in termini di valore erano agricole, con la quota maggiore delle esportazioni di tabacco grezzo (₯ 738 milioni). La Grande depressione ebbe un grande impatto sui prezzi dei prodotti di lusso come il tabacco e l'uva passa, che costituivano la maggior parte delle esportazioni agricole della Grecia, e il crollo dei prezzi colpì duramente le esportazioni come il tabacco. Mentre nel 1933 il paese esportava 34.743 tonnellate di tabacco per un valore di ₯ 738 milioni (₯ 20.000 per tonnellata), prima della crisi esportava 50.055 tonnellate per un valore di ₯ 3,95 miliardi (₯ 80.000 per tonnellata).
I governi durante la Seconda Repubblica promulgarono numerose politiche protezionistiche volte a ridurre la bilancia commerciale negativa della Grecia di 7 milioni di sterline (471 milioni di sterline nel valore odierno), cosa che alla fine venne raggiunta e giovò notevolmente all'economia industriale nazionale. Quando venne istituita la Repubblica, più di due terzi del fabbisogno di grano del paese dovevano essere importati dall'estero; con la caduta della Repubblica ciò regredì e la Grecia era praticamente autosufficiente in termini di grano grazie alle tariffe stabilite dal governo e agli incentivi concessi per la coltivazione del grano. Alla fine, tuttavia, il calo dei prezzi durante la Grande Depressione ebbe un impatto maggiore nel migliorare la posizione commerciale del paese rispetto alle politiche protezionistiche.
C'erano tre zone economiche libere nel paese, il porto di Salonicco (fondato nel 1914), il porto del Pireo (fondato nel 1930) e il porto franco serbo contenuto all'interno del porto di Salonicco (imposto alla Grecia dal Trattato di Bucarest nel 1913). Le tendenze nel porto di Salonicco mostrano un forte calo delle importazioni tra il 1926 e il 1933, da 69 013 m³ (2 437 200 cu ft) a 14 223 m³ (502 300 cu ft), e un forte aumento delle esportazioni nello stesso periodo, da 178 m³ (6 300 cu ft) a 41 322 m³ (1 459 300 cu ft), con punte di 70 605 m³ (2 493 400 cu ft) nel 1927. Nel 1927 venne inaugurata anche l'annuale Fiera internazionale di Salonicco, con oltre 1.600 aziende partecipanti da numerosi paesi nel 1933, e grande vantaggio economico per la Grecia settentrionale.
| Per valore d'importazione (in migliaia) | Per valore d'importazione (in migliaia) | Per valore d'importazione (in migliaia) | Per valore d'importazione (in migliaia) | Saldo (₯)  |       | Per valore d'esportazione (in migliaia) | Per valore d'esportazione (in migliaia) | Per valore d'esportazione (in migliaia) | Per valore d'esportazione (in migliaia) | Saldo (₯)  |
| Paese                                   | Paese                                   | Importazioni (₯)                        | Esportazioni (₯)                        | Saldo (₯)  | Paese | Paese                                   | Esportazioni (₯)                        | Importazioni (₯)                        |                                         | Saldo (₯)  |
| --------------------------------------- | --------------------------------------- | --------------------------------------- | --------------------------------------- | ---------- | ----- | --------------------------------------- | --------------------------------------- | --------------------------------------- | --------------------------------------- | ---------- |
| 1                                       | Germania                                | 1,996,627                               | 2,109,368                               | +112,741   |       | 1                                       | Germania                                | 2,109,368                               | 1,996,627                               | +112,741   |
| –                                       | GBR, Canada ed India                    | 1,957,369                               | 901,906                                 | -1,055,463 | 2     | Stati Uniti                             | 1,202,475                               | 667,332                                 | +535,143                                |            |
| 2                                       | Regno Unito                             | 1,657,897                               | 897,999                                 | -759,898   | –     | GBR, Canada ed India                    | 901,906                                 | 1,957,369                               | -1,055,463                              |            |
| 3                                       | Argentina                               | 1,056,371                               | 60,107                                  | -996,264   | 3     | Regno Unito                             | 897,999                                 | 1,657,897                               | -759,898                                |            |
| 4                                       | Romania                                 | 795,903                                 | 230,764                                 | -565,139   | 4     | Italia                                  | 422,555                                 | 393,981                                 | +28,574                                 |            |
| 5                                       | Stati Uniti                             | 667,332                                 | 1,202,475                               | +535,143   | 5     | Svezia                                  | 292,518                                 | 312,897                                 | -20,379                                 |            |
| 6                                       | Unione Sovietica                        | 486,921                                 | 70,952                                  | -415,971   | 6     | Paesi Bassi                             | 275,330                                 | 268,208                                 | +7,122                                  |            |
| 7                                       | Cecoslovacchia                          | 413,087                                 | 188,046                                 | -225,041   | 7     | Romania                                 | 230,764                                 | 795,903                                 | -565,139                                |            |
| 8                                       | Jugoslavia                              | 409,013                                 | 153,733                                 | -255,280   | 8     | Egitto                                  | 213,560                                 | 217,209                                 | -3,649                                  |            |
| 9                                       | Italia                                  | 393,981                                 | 422,555                                 | +28,574    | 9     | Francia                                 | 194,984                                 | 184,151                                 | +10,833                                 |            |
| 10                                      | Svezia                                  | 312,897                                 | 292,518                                 | -20,379    | 10    | Cecoslovacchia                          | 188,046                                 | 413,087                                 | -225,041                                |            |
| –                                       | Altre nazioni                           | 533,990                                 | 570,886                                 | -36,876    | –     | Altre nazioni                           | 1,073,690                               | 3,774,096                               | -2,700,406                              |            |
|                                         |                                         |                                         |                                         |            |       |                                         |                                         |                                         |                                         |            |
|                                         | Totale commercio                        | 10,681,388                              | 7,101,289                               | -3,580,099 |       |                                         | Totale commercio                        | 7,101,289                               | 10,681,388                              | -3,580,099 |

### Riforme bancarie ed industrializzazione

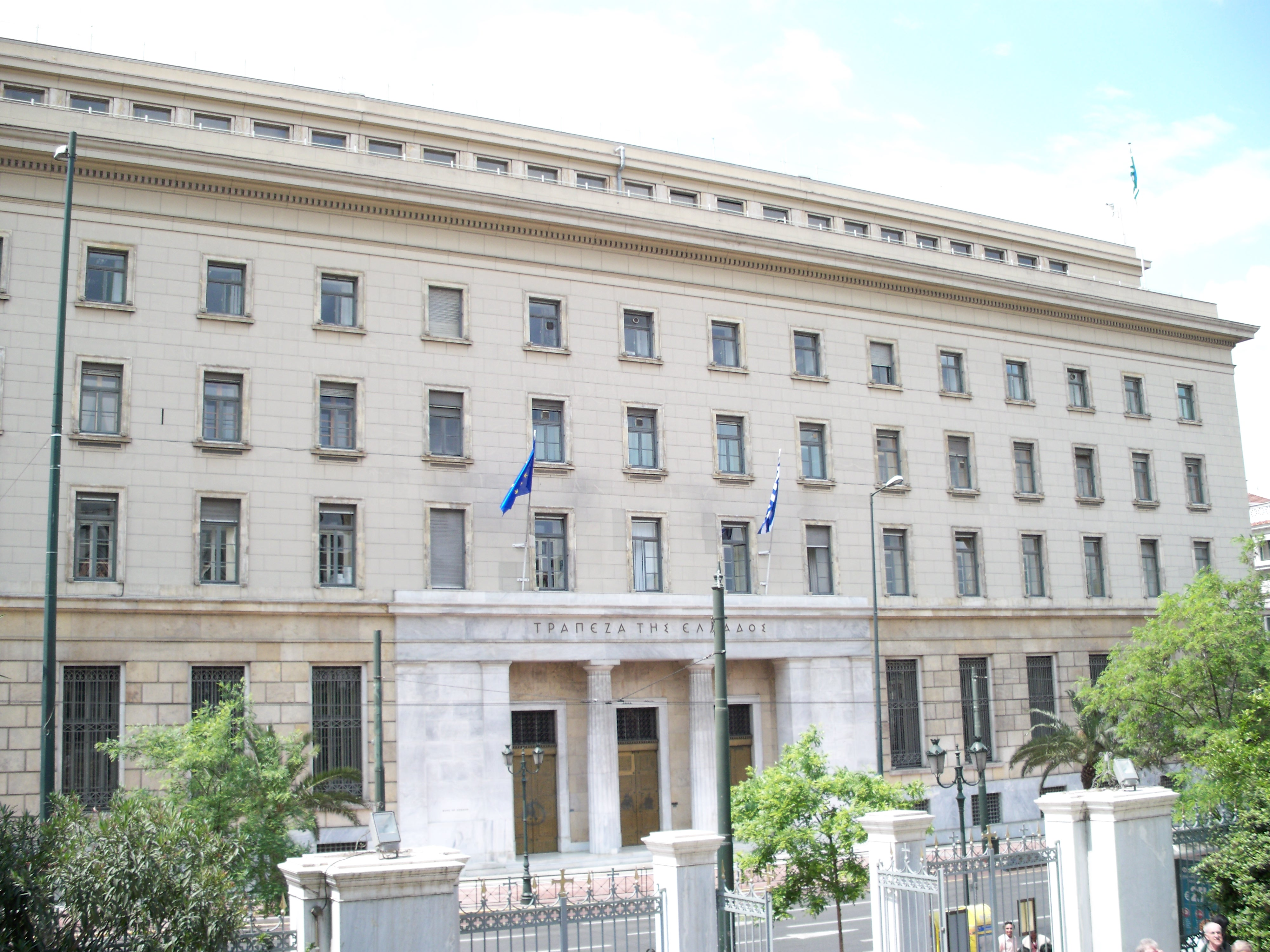
Il settore bancario greco venne riformato sotto la Repubblica con l'istituzione della Banca di Grecia.

Nei primi anni della Repubblica, il governo di Alexandros Zaimīs ottenne un prestito dalle banche britanniche per un totale di 9 milioni di sterline (572 milioni di sterline nel valore odierno) destinato alla bonifica e al miglioramento dei terreni (principalmente nelle regioni settentrionali). Le condizioni per questo prestito, tuttavia, stabilivano che la Grecia doveva stabilizzare la sua valuta (la dracma greca) adottando il sistema aureo ed istituendo una banca centrale per supervisionare la politica economica. Nel 1928 venne preso un ulteriore prestito di 4 milioni di sterline (256 milioni di sterline nel valore odierno) per realizzare lavori pubblici. Nel maggio 1928 venne istituita la Banca di Grecia, che revocava i diritti della Banca Nazionale di Grecia di stampare valuta con grande insoddisfazione della NBG. Una disputa simile scoppiò di nuovo nel 1929, quando il governo greco decise di istituire la Banca Agraria di Grecia e revocare i diritti della NBG di concedere prestiti agricoli.
Le riforme introdotte dal governo cambiarono il volto del settore bancario greco e, sebbene la Banca Agraria avesse sostenuto l'economia rurale greca durante due anni di difficoltà tra il 1931 e il 1932, emettendo prestiti per un totale di ₯1,3 miliardi, la Banca Nazionale di Grecia dominava i settori industriale e manifatturiero.
Una delle principali promesse elettorali fatte da Venizelos durante la sua campagna per la carica di primo ministro nel 1928 fu quella di cambiare il volto della Grecia in quattro anni, finanziando progetti infrastrutturali su larga scala volti ad aumentare la produzione. Ciò venne ampiamente raggiunto dal suo governo e tra il 1929 e il 1938 la Grecia ebbe tassi di crescita industriale in media tra il 5,11% e il 5,73%, classificando il paese al terzo posto nel mondo dietro Giappone ed Unione Sovietica. Nel 1926, l'industria leggera della Grecia forniva il 76,4% della domanda del paese, mentre l'industria pesante era quasi inesistente. Tra il 1923 e il 1932 il governo greco prese in prestito ₯950 milioni che vennero destinati a progetti infrastrutturali, mentre altri ₯600 milioni vennero prestati a imprese private. Complessivamente i governi successivi sotto la Seconda Repubblica presero in prestito oltre 6,6 miliardi di ₯ dall'interno del paese nel periodo 1924 – 1929, tramite prestiti con banche greche o tramite lo scambio forzato di banconote per le obbligazioni a tasso variabile che generavano interessi.
Nel 1933 c'erano 30 banche nel paese, 5 delle quali erano banche straniere. La capitalizzazione totale del settore bancario nello stesso anno si attestò a ₯ 3,49 miliardi; le stesse banche detenevano depositi per ₯ 18,84 miliardi.
|                                              | 1924   | 1925   | 1926   | 1927   | 1928   | 1929   | 1930†   | 1931†   | 1932    | 1933    | 1934    |
| -------------------------------------------- | ------ | ------ | ------ | ------ | ------ | ------ | ------- | ------- | ------- | ------- | ------- |
| Brevetti                                     | 248    | 299    | 301    | 391    | 383    | 502    | 574     | 513     | 510     | 506     | 565     |
| Registrazioni di marchi                      | 809    | 655    | 602    | 686    | 1,050  | 1,060  | 1,191   | 960     | 1,018   | 2,326   | 1,565   |
| Nuovi stabilimenti aperti                    | 107    | 132    | 124    | 214    | 192    | 63     | 45      | 93      | 50      | 37      | 67      |
| Produzione elettrica (KWh)                   |        | 40,000 | 40,000 | 50,000 | 60,000 | 70,000 | 100,000 | 115,000 | 120,000 | 125,000 | 140,000 |
| Produzione industriale totale (in ₯ milioni) | 3,883  | 4,978  | 5,473  | 6,655  | 7,115  | 7,158  | 6,631   | 6,052   | 6,749   | 8,548   | 9,913   |
| Crescita industriale annuale                 | +21.7% | +28.2% | +9.9%  | +21.6% | +6.9%  | +0.6%  | -7.4%   | -8.7%   | +11.5%  | +26.7%  | +16.0%  |
| † La Grande depressione                      |        |        |        |        |        |        |         |         |         |         |         |

### La Grecia durante la Grande Depressione
«Signori deputati, dal mese di ottobre dell'anno 1929 [...] il mondo intero è stato travagliato da una crisi economica, la cui ampiezza e intensità forse non si era mai vista prima. Fino al mese di settembre 1931, la Grecia, senza che nessuno naturalmente potesse affermare di non sentire affatto le ripercussioni di questa crisi, stava portando avanti il compito della sua ricostruzione economica con passo deciso [...]»

— Eleutherios Venizelos al Parlamento ellenico, marzo 1932
Nel 1928 il governo Venizelos aveva una serie di preoccupazioni economiche di cui preoccuparsi, tuttavia il bilancio del governo e la situazione economica generale davano qualche speranza. Tra il 1928 e il 1931 tre bilanci consecutivi avevano mostrato un avanzo, la disoccupazione era stata mantenuta a un livello sicuro e il debito pubblico era stato ridotto dell'11%. Il 21 settembre 1931 però il Regno Unito abbandonò il sistema aureo e la crisi colpì la Grecia. Entro il 27 settembre 1931 la corsa alle banche aveva fatto perdere alla Banca di Grecia 3,6 milioni di dollari delle sue riserve estere (64 milioni di dollari in valore odierno).
I due anni successivi furono tristi per l'economia greca, che entrò in recessione insieme al resto dell'economia globale. All'inizio del 1932 Venizelos chiese alla Società delle Nazioni un prestito di $ 50 milioni ($ 993 milioni nel valore odierno) per aiutare l'economia greca, ma il prestito venne negato. Di fronte all'insolvenza, la Grecia abbandonò il sistema aureo e andò in default sui suoi debiti il 25 aprile 1932. La dracma greca venne svalutata del 62% rispetto al dollaro, il commercio estero si contrasse del 61,5% rispetto al 1929 e la produzione di tabacco venne ridotta dell'81,0%. Tuttavia, le politiche del governo Venizelos assicurarono un flusso costante di credito per la Banca di Grecia e quindi evitarono un collasso del sistema bancario, che si era verificato nella maggior parte degli altri paesi europei e negli Stati Uniti. Tuttavia, la Grecia dichiarò bancarotta per la quarta volta nella sua storia nel 1932, cessando di effettuare pagamenti sui suoi prestiti internazionali, alcuni dei quali risalivano agli anni 1820. Nel 1935 venne raggiunto un compromesso con gli istituti di credito del paese e successivamente i pagamenti ripresero fino a essere nuovamente sospesi con lo scoppio della seconda guerra mondiale. I controlli sui capitali vennero implementati anche in quel periodo.

### Valuta e circolazione

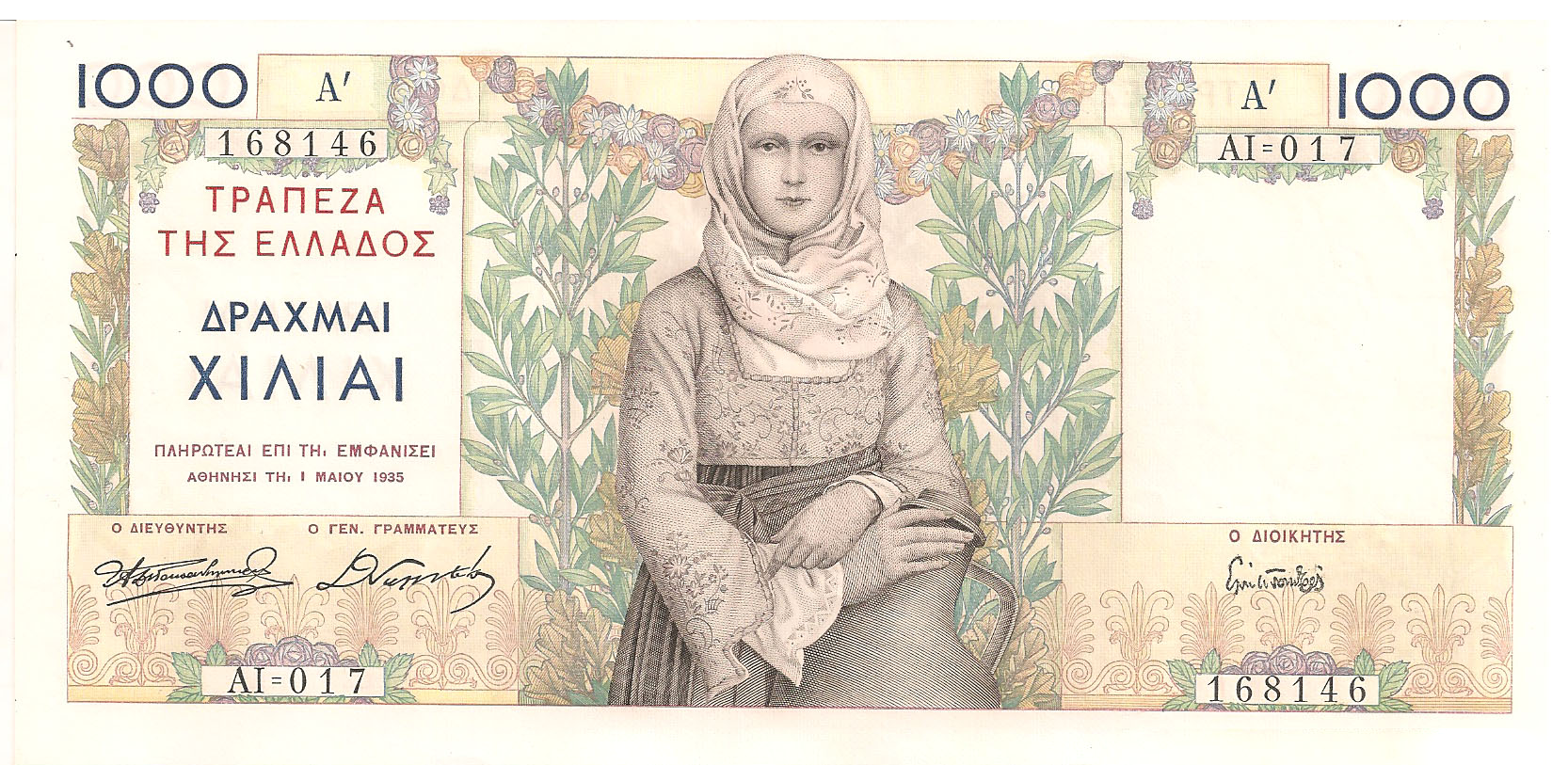
Una banconota da 1.000 dracme, parte della prima serie di banconote pubblicata dalla Banca di Grecia nel 1935

Sotto la Seconda Repubblica, la dracma greca (segno: ₯, Δρ o Δρχ) continuò ad esistere come valuta nazionale. Come parte degli sforzi del governo per riformare il sistema bancario (vedi sopra), la Banca di Grecia venne fondata nel 1928. In seguito a questa mossa, la più grande banca commerciale della Grecia, la Banca Nazionale di Grecia, non poteva più stampare moneta. Inoltre, la Grecia entrò a far parte del sistema aureo il 14 maggio 1928 e la dracma venne de facto stabilizzata a un tasso di cambio da £ a ₯375 ±₯2,5. Ciò pose fine alla vertiginosa svalutazione della dracma, il cui tasso di cambio con la sterlina era sceso da ₯25 per £1 nel 1919 a ₯309 nel 1924 e leggermente fino a ₯247 nel 1927. Il valore della moneta in circolazione aumentò costantemente durante la Seconda Repubblica, raggiungendo ₯5,6 miliardi nel 1935. Nel 1935 venne introdotta anche la prima serie di banconote emesse dalla Banca di Grecia, con banconote colorate da ₯50, ₯100 e ₯1.000 stampate in Francia.
Quando la Gran Bretagna abbandonò il sistema aureo il 21 settembre 1931, la Grecia non seguì l'esempio. Invece, la dracma rimase nel sistema aureo ma cambiò il fisso dalla sterlina al dollaro statunitense. Nonostante questa mossa, la dracma era già stata messa sotto pressione e la convertibilità venne sospesa nell'aprile 1932, quando la dracma venne svalutata e la Grecia uscì dal sistema aureo. Dopo la sua svalutazione, la dracma fu la seconda valuta meno valutata in Europa, battendo marginalmente il leu rumeno. Per il resto della Seconda Repubblica, la Grecia mostrò interesse ad aderire al blocco d'oro.
|                     | 1924 | 1925  | 1926  | 1927 | 1928 | 1929 | 1930 | 1931 | 1932  | 1933  | 1934 | 1935 |
| ------------------- | ---- | ----- | ----- | ---- | ---- | ---- | ---- | ---- | ----- | ----- | ---- | ---- |
| Carati d'oro per ₯1 | 1.79 | 1.56  | 1.26  | 1.31 | 1.30 | 1.30 | 1.30 | 1.30 | 0.83  | 0.56  | 0.56 | 0.56 |
| Cambio nel valore   | N.D. | 12.9% | 19.2% | 3.8% | 0.7% | 0.0% | 0.0% | 0.0% | 36.2% | 32.5% | 0.0% | 0.0% |

### Turismo
|                            |                            |  | Turisti  | Turisti  |
| -------------------------- | -------------------------- |  | -------- | -------- |
| Arrivi totali              | Arrivi totali              |  | 126,218% | 126,218% |
| Regno Unito                | Regno Unito                |  | 19,098%  | 19,098%  |
| Jugoslavia                 | Jugoslavia                 |  | 18,363%  | 18,363%  |
| Greci all'estero           | Greci all'estero           |  | 16,155%  | 16,155%  |
| Germania                   | Germania                   |  | 11,689%  | 11,689%  |
| Italia                     | Italia                     |  | 9,005%   | 9,005%   |
| Francia                    | Francia                    |  | 8,756%   | 8,756%   |
| Stati Uniti                | Stati Uniti                |  | 8,038%   | 8,038%   |
| Seconda Repubblica Polacca | Seconda Repubblica Polacca |  | 5,111%   | 5,111%   |
| Altri                      | Altri                      |  | 30,003%  | 30,003%  |

Lo sviluppo sistematico dell'industria turistica greca iniziò sotto la Seconda Repubblica, con l'istituzione dell'Ente Nazionale Ellenico per il Turismo (EOT) e della Polizia Turistica nel 1929. La creazione di un'agenzia statistica nazionale contribuì anche alla raccolta organizzata di informazioni turistiche affidabili, mentre gli sforzi del governo per regolare la qualità degli hotel videro un aumento degli standard di alloggio. L'EOT ha anche creato il concetto di "stagione estiva" greca offrendo sconti e abbuoni a biglietti marittimi, ferroviari e aerei. Venne fondata una scuola alberghiera, con personale formato in Svizzera, e una scuola per interpreti e guide turistiche.
I dati dell'anno 1932 indicano che visitarono il paese 72.102 turisti, di cui circa 18.000 erano cittadini greci che vivevano stabilmente in un altro paese. Il numero continuò a salire e nel 1935, ultimo anno della repubblica, gli arrivi di turisti si attestarono a 126.218. I dati dello stesso anno indicano che, in media, i cittadini stranieri soggiornarono in Grecia per 18 giorni, rispetto ai 101 giorni dei cittadini greci che vivevano permanentemente all'estero, per una media totale di 31 giorni di permanenza. I greci si recarono all'estero come turisti con una frequenza molto minore, con 15.562 greci che uscirono dal paese per turismo altrove, di cui solo un terzo si recava all'estero principalmente per svago. Ciò era dovuto alla svalutazione della dracma nel 1932.
L'Annuario Statistico del 1936 fornisce anche informazioni sul tipo di turismo che stava vivendo la Seconda Repubblica. Di tutti gli arrivi di turisti nel 1935, 61.855 (49%) erano principalmente per piacere, 31.690 (25%) erano turisti in visita nei porti greci, 16.481 (13%) erano turisti in transito, 7.124 (6%) erano turisti d'affari, 4.591 (4%) erano in visita per motivi familiari, 1.180 (1%) erano studenti in visita e 887 (0,7%) per altri motivi.

## Società

### Demografia
Il numero totale di persone in Grecia contava 6.204.684 persone secondo il censimento del 1928. Ciò fu un aumento rispetto al censimento del 1920 (5.536.000 persone) nonostante il fatto che la Grecia avesse perso territori con un'area di circa 20 000 chilometri quadri (2,0×1010 m²) con una popolazione di oltre mezzo milione di persone nel Trattato di Losanna.  Inoltre, il censimento dello stesso anno indicava che 1,2 milioni di persone (il 19% della popolazione del paese) si erano registrate come rifugiati. Il censimento rivelò che c'erano 3,13 milioni di donne e 3,08 milioni di uomini nel paese.
La vita urbana aumentò in seguito allo scambio di popolazioni. Nel 1920 il 26% delle persone viveva nei centri urbani e il 74% nelle zone rurali. Nel 1928 le cifre erano cambiate rispettivamente al 33% e al 67%, principalmente a causa dell'afflusso di profughi. A causa dell'immigrazione, alcune città videro un'enorme crescita tra i censimenti del 1920 e del 1928, tra cui Kavala (118%), ll Pireo (85%) ed Atene (54%). La rapida crescita della popolazione urbana provocò un aumento della domanda di alloggi, con Atene ed il Pireo che mostrarono una carenza di 39.000 case nel 1921; per combattere ciò il governo spese ingenti somme di denaro in edilizia sociale. I principali centri urbani del paese nel 1928 erano:
| 1  | Atene     | Grecia Centrale ed Eubea | 459,211 | 11 | Drama    | Macedonia          | 32,186 |
| 2  | Il Pireo  | Grecia Centrale ed Eubea | 251,659 | 12 | Mitilene | Isole egee         | 31,661 |
| 3  | Salonicco | Macedonia                | 214,680 | 13 | Komotini | Tracia occidentale | 31,551 |
| 4  | Patrasso  | Peloponneso              | 64,636  | 14 | Serres   | Macedonia          | 29,640 |
| 5  | Kavala    | Macedonia                | 50,852  | 15 | Calamata | Peloponneso        | 28,961 |
| 6  | Volo      | Tessaglia                | 47,892  | 16 | Chio     | Isole egee         | 26,167 |
| 7  | Candia    | Creta                    | 39,231  | 17 | Larissa  | Tessaglia          | 25,861 |
| 8  | Xanthi    | Macedonia                | 35,912  | 18 | Trikala  | Tessaglia          | 22,117 |
| 9  | Corfù     | Isole Ionie              | 34,193  | 19 | Giannina | Epiro              | 21,503 |
| 10 | La Canea  | Creta                    | 32,239  | 20 | Ermopoli | Cicladi            | 21,416 |

### Sanità e welfare

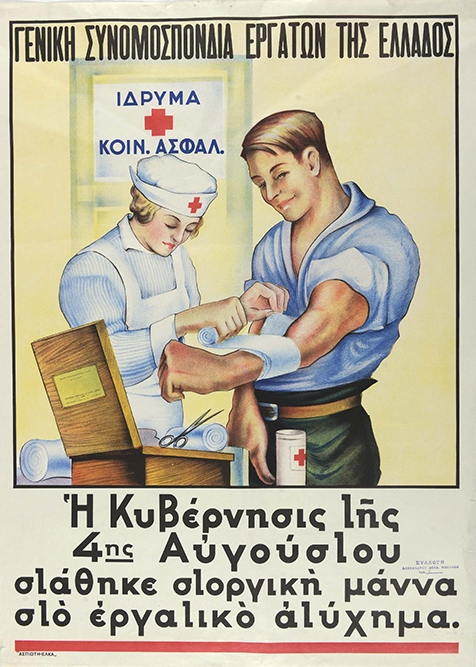
Manifesto della propaganda del regime di Metaxas e della Confederazione Generale dei Lavoratori Greci che promuove l'Istituto di assicurazione sociale (IKA)

Un passo importante nella creazione di uno stato sociale in Grecia venne compiuto sotto il governo liberale di Eleutherios Venizelos, che approvò la legge 5733 l'11 ottobre 1932, creando l'Istituto di assicurazione sociale (Ἵδρυμα τῶν Κοινωνικῶν Ἀσφαλίσεων, IKA). Ciò unificava i circa 50 programmi di assicurazioni sociali attivi in Grecia all'epoca, alcuni dei quali risalivano al 1830, in un unico sistema statale di assicurazione sociale universale paragonabile a quelli delle nazioni industrializzate. Era fortemente basato sul sistema di sicurezza sociale della Cecoslovacchia e l'Organizzazione internazionale del lavoro fu determinante nel plasmarlo. Esso avrebbe fornito indennità di malattia ed indennità dei lavoratori a tutti gli assicurati, ma non l'indennità di disoccupazione, a causa della complessità dell'assistenza ai disoccupati. Il suo scopo era prevenire un deterioramento delle condizioni di lavoro in un clima di crescente sindacalismo, nonché il miglioramento generale delle condizioni di lavoro in un momento in cui lo stato della classe lavoratrice era definito dal governo "spaventoso". Inoltre, la legislazione sul lavoro era considerata un'importante misura preventiva contro l'ascesa del comunismo.
L'IKA avrebbe coperto tutti coloro che erano impiegati in Grecia (indipendentemente dalla cittadinanza) nel settore pubblico o privato, quelli impiegati su navi battenti bandiera greca, i cittadini greci che lavoravano all'estero per conto di società con sede in Grecia, quelli coinvolti nell'amministrazione dei sindacati e tutti gli studenti. I benefici sarebbero stati calcolati in base allo stipendio giornaliero del lavoratore assicurato per un periodo di quattro settimane prima dell'applicazione dei benefici, da una scala a 9 livelli che va da ₯0,05 a ₯200 al giorno. Inoltre, aveva il potere di investire le proprie riserve in titoli di Stato o titoli garantiti dallo Stato, immobili a scopo di lucro, o per prestiti destinati ad opere pubbliche.
Nonostante l'approvazione della legge 5733, l'IKA non venne mai attuata a causa delle obiezioni dei vari programmi assicurativi che avrebbe sostituito. Il governo di Eleutherios Venizelos cadde nel 1934 e anche il governo che gli succedette non riuscì ad attuare la creazione dell'IKA. Il regime di Metaxas, che salì al potere dopo il crollo della Seconda Repubblica, sfruttò molto la creazione dell'IKA nel tentativo di ottenere il sostegno della classe operaia, e l'IKA è ora considerata una delle sue realizzazioni più durature. Venne lanciata nel novembre 1937. Il regime di Metaxas utilizzò le riserve dell'IKA per finanziare i piani nazionali del regime, nonostante ciò fosse al di fuori del mandato della legge originale, ma non affermò di aver creato l'IKA; piuttosto, ciò venne fatto da coloro che desideravano glorificare il regime dopo la sua caduta.

### Gruppi etnici e migrazione
|                    |                    |  |        |        |
| ------------------ | ------------------ |  | ------ | ------ |
| Greci              | Greci              |  | 93,75% | 93,75% |
| Turchi             | Turchi             |  | 1,66%  | 1,66%  |
| Bulgari            | Bulgari            |  | 1,33%  | 1,33%  |
| Ebrei di Salonicco | Ebrei di Salonicco |  | 1,13%  | 1,13%  |
| Armeni             | Armeni             |  | 0,56%  | 0,56%  |
| Albanesi           | Albanesi           |  | 0,40%  | 0,40%  |
| Stranieri          | Stranieri          |  | 1,18%  | 1,18%  |

Come l'attuale Grecia, la Seconda Repubblica era un paese relativamente omogeneo, con quasi il 94% della popolazione etnicamente greco secondo il censimento del 1928. Il censimento del 1928 mostrava che la percentuale di greci nel paese era passata dall'80,53% nel censimento del 1920 al 93,75% nel censimento del 1928. Nel frattempo le popolazioni delle comunità turche e bulgare erano scese dal 13,90% e dal 2,51% all'1,66% e al 1,32%. Ciò era dovuto allo scambio di popolazioni avvenuto nel 1923 tra Grecia, Turchia e Bulgaria. In Macedonia, il numero di non greci venne ridotto dal 48% nel 1920 al 12% nel 1928. La Grande enciclopedia greca osserva tuttavia che quelle minoranze rimaste in Macedonia "non possiedono ancora una coscienza nazionale greca".
Durante gli anni della Repubblica nel Paese non esistevano minoranze significative. La più grande, i Turchi della Tracia occidentale, era l'unica minoranza ufficialmente riconosciuta nel paese e contava circa 103.000 persone o l'1,66% della popolazione del paese. Altri gruppi etnici con oltre l'1,00% della popolazione erano i Bulgari (1,33%) e gli Ebrei di Salonicco (1,13%). I cittadini stranieri rappresentavano un ulteriore 1,18% della popolazione, mentre armeni ed albanesi rispettivamente lo 0,56% e lo 0,40%.
La migrazione fu un grosso problema in Grecia tra la fine del XIX e l'inizio del XX secolo, con 485.936 persone che lasciarono il paese per il Nuovo Mondo tra il 1821 e il 1932. Durante la Seconda Repubblica il numero annuale di migrazioni transatlantiche diminuì considerevolmente, da 8.152 nel 1924 a 2.821 nel 1932. I dati sulla migrazione complessiva per il 1931 mostrano una migrazione netta verso il paese, con 17.384 persone trasferite in Grecia e 15.060 emigrate all'estero; nel 1932 vi fu un'emigrazione netta dal Paese, con 17.245 arrivi e 19.712 partenze. I dati sulla migrazione di quell'anno mostrano che la parte più grossa dei migranti partì per la Repubblica Socialista Federativa Sovietica Transcaucasica (5.407), seguita da Egitto (2.825), Romania (2.352) e Stati Uniti (2.281).

### Lingue
L'omogeneità della Seconda Repubblica in termini di composizione etnica si rifletteva anche nelle sue lingue. Nel censimento del 1928, il 92,8% della popolazione indicava il greco come lingua principale, seguito dal turco (3,1%) e dal macedone (1,3 %, elencato nel censimento come macedonoslavico). Il grado in cui il censimento del 1928 rifletteva l'effettiva situazione linguistica in Grecia è dibattuto, poiché documenti governativi interni del 1932 stabiliscono il numero di parlanti slavi nella sola prefettura di Florina a 80.000 (61%), contro 81.984 per l'intero paese nel censimento.
Inoltre, c'erano due varietà ufficiali della lingua greca in lizza per la supremazia nella questione della lingua greca; la lingua ufficiale dello stato, o katharevousa, era una lingua artificiale basata sul greco attico, mentre il demotico era la lingua popolare e si era evoluta naturalmente dal demotico greco medievale. La scelta di insegnare l'uno o l'altro nelle scuole fu sempre controversa e durante la Seconda Repubblica la lingua d'insegnamento cambiò numerose volte: demotico nel 1923, katharevousa nel 1924, entrambe nel 1927, demotico nel 1931 e katharevousa nel 1933. Dopo la caduta della Seconda Repubblica, il regime del 4 agosto di Ioannis Metaxas reintrodusse il demotico nel 1939, solo per essere nuovamente sostituito dal katharevousa durante l'occupazione della Grecia dell'Asse nel 1941. Il greco moderno vinse finalmente il dibattito solo nel 1976, diventando l'unica lingua ufficiale e superando l'ostacolo al progresso intellettuale e scientifico che lo stato di diglossia aveva imposto al paese sin dalla sua creazione.
A partire dal 1925 il governo ha introdotto un libro alfabetico, chiamato Abecedar, per la minoranza di lingua slava del paese come parte dei suoi obblighi nei confronti della Bulgaria dal Trattato di Sèvres. Il libro era basato sul dialetto di Florina (Lerin nelle lingue slave), e usava l'alfabeto latino piuttosto che l'alfabeto cirillico. Il Ministero dell'Istruzione lo descrisse come un libro di testo per "i figli di lingua slava in Grecia [...] stampato in caratteri latini e compilato in dialetto macedone". Ciò si rivelò controverso non solo in Grecia, ma anche in Serbia ed in Bulgaria. L'Abecedar alla fine venne ritirato e non raggiunse mai le aule.

### Istruzione

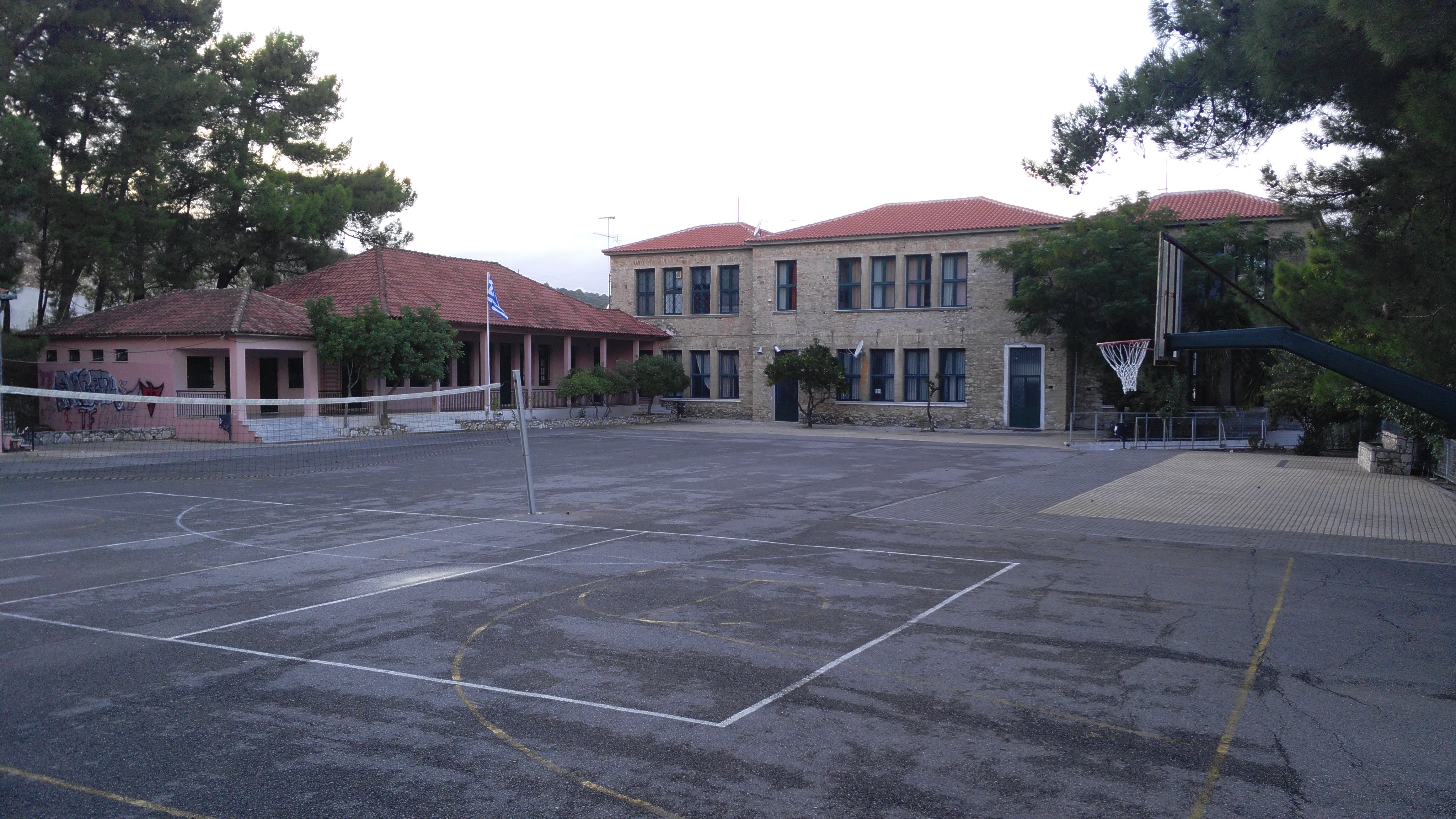
Il liceo di Petalidi, una delle migliaia di scuole costruite dal governo Venizelos (Geōrgios Papandreou come ministro dell'Istruzione)

L'alfabetizzazione delle persone di età superiore agli 8 anni in Grecia era del 59% nel 1928, con un netto contrasto tra uomini (77%) e donne (42%). Anche i tassi di alfabetizzazione variavano ampiamente tra le regioni, dal 66% per la Grecia Centrale ed Eubea e il 63% per le isole egee, al 50% per l'Epiro e al 39% per la Tracia.
Per rimediare a ciò, il governo di Eleftherios Venizelos iniziò un ambizioso programma di costruzione di scuole dal 1928 al 1932. In quattro anni vennero costruite il doppio delle scuole rispetto a quelle costruite tra il 1828 e il 1928; vennero costruite 3.167 scuole con 8.200 aule per un costo di ₯1,5 miliardi. L'investimento venne finanziato in parte da un prestito da una banca svedese di 1 milione di sterline (64 milioni di sterline nel valore attuale) e attraverso il surplus di bilancio del paese. Un gradito effetto collaterale del programma di costruzione furono le condizioni più igieniche nelle scuole, che contribuirono al declino degli studenti malati in percentuale della popolazione studentesca totale dal 24,5% nel 1926-1927 al 18,2% nel 1931-1932. Il numero di studenti dell'istruzione primaria pubblica, nel frattempo, crebbe da 655.839 nel 1928 a 864.401 nel 1934.
Alla fine della Repubblica, l'infrastruttura educativa pubblica della Grecia comprendeva 545 asili nido, 7.764 scuole primarie, 399 scuole secondarie e 7 istituti d'istruzione superiore (di cui 3 università: Università Aristotele di Salonicco, Università Nazionale Capodistriana di Atene ed Università tecnica nazionale di Atene).

### Fonti
- Ioannis D. Stefanidis, Reconstructing Greece as a European State: Venizelos' Last Premiership 1928–1932, in Eleftherios Venizelos - The Trials of Statesmanship, Edinburgh University Press, 2006, ISBN 978-074-863-364-7.
- (EL) Pàvlos Karolìdis, Από τον Α' Παγκόσμιο Πόλεμο μέχρι το 1930 [Dalla prima guerra mondiale al 1930], in Th. Th. Moschopoulos (a cura di), Ιστορία του Ελληνικού Έθνους στη Σημερινή Γλώσσα, vol. 20, Atene, Cactus Editions, 1993  [1930],  pp. 266-353, ISBN 978-960-382-818-1.
- George Themistocles Mavrogordatos, Stillborn Republic: Social Coalitions and Party Strategies in Greece, 1922–1936, Berkeley, University of California Press, 1983, ISBN 978-0-520-04358-9.
- (EL) Ἑλλάς - Ἑλληνισμὸς [Grecia - Ellenismo], in Μεγάλη Ἐλληνικὴ Ἐγκυκλοπαιδεῖα (Grande enciclopedia greca), vol. 10, Atene, Pyrsos Co. Ltd., 1934.
- Spyros Tzokas, Ο Ελευθέριος Βενιζέλος και το Εγχείρημα του Αστικού Εκσυχρονισμού 1928–1932 [Eleutherios Venizelos e il tentativo di modernizzazione urbana (1928-1932)], Atene, Themelio, 2002, ISBN 978-960-310-286-1.

### Fonti primarie
Le seguenti sono fonti primarie disponibili al pubblico relative all'era della Seconda Repubblica Ellenica, in lingua greca, principalmente sotto forma di annuari statistici. Questi miravano a "fornire un quadro della vita in Grecia attraverso i numeri".
- (EL, FR) Ioannis G. Michalopoulos (a cura di), Στατιστικὴ Ἑπετηρὶς τῆς Ἑλλάδος–1930 [Annuario statistico della Grecia - 1930] (PDF), Atene, Autorità statistica ellenica, maggio 1931 (archiviato dall'url originale il 3 marzo 2016).
- (EL, FR) Ioannis G. Michalopoulos (a cura di), Στατιστικὴ Ἑπετηρὶς τῆς Ἑλλάδος–1931 [Annuario statistico della Grecia - 1931] (PDF), Atene, Autorità statistica ellenica, aprile 1932 (archiviato dall'url originale il 31 agosto 2018).
- (EL, FR) Ioannis G. Michalopoulos (a cura di), Στατιστικὴ Ἑπετηρὶς τῆς Ἑλλάδος–1933 [Annuario statistico della Grecia - 1933] (PDF), Atene, Autorità statistica ellenica, aprile 1934 (archiviato dall'url originale il 31 agosto 2018).
- (EL, FR) Ioannis G. Michalopoulos (a cura di), Στατιστικὴ Ἑπετηρὶς τῆς Ἑλλάδος–1934 [Annuario statistico della Grecia - 1934] (PDF), Atene, Autorità statistica ellenica, giugno 1935 (archiviato dall'url originale il 31 gennaio 2019).
- (EL, FR) Ioannis G. Michalopoulos (a cura di), Στατιστικὴ Ἑπετηρὶς τῆς Ἑλλάδος–1935 [Annuario statistico della Grecia - 1935] (PDF), Atene, Autorità statistica ellenica, giugno 1936 (archiviato dall'url originale il 31 agosto 2018).
- (EL, FR) Ioannis G. Michalopoulos (a cura di), Στατιστικὴ Ἑπετηρὶς τῆς Ἑλλάδος–1936 [Annuario statistico della Grecia - 1936] (PDF), Atene, Autorità statistica ellenica, maggio 1936 (archiviato dall'url originale il 31 agosto 2018).
- (EL) Σύνταγμα τῆς Ἑλληνικὴς Δημοκρατίας [Costituzione della Repubblica Ellenica] (PDF), Atene, Parlamento ellenico, 3 giugno 1927 (archiviato dall'url originale il 3 ottobre 2018).